# Boston Celtics
O Boston Celtics é uma franquia de basquetebol filiada à National Basketball Association e situada na cidade de Boston, no estado americano de Massachusetts. Fundado em 6 de junho de 1946, é uma das únicas equipes que se mantém desde que foi criada. É propriedade da Boston Basketball Partners LCC e joga os seus jogos em casa no TD Garden, dividindo o ginásio com o Boston Bruins da National Hockey League. É conhecido mundialmente por obter 18 títulos da NBA, o que o deixa como o maior vencedor da história da liga.
Tanto o apelido de "Celtics" quanto o mascote "Lucky the Leprechaun" são uma homenagem à população irlandesa historicamente grande de Boston.
Apontada como uma das melhores equipes de basquetebol de todos os tempos, dominou de 1957 a 1969, quando conquistou 11 de 13 campeonatos (perdendo apenas em 1958, para o atual Atlanta Hawks e a edição de 1967 o Philadelphia 76ers, venceu o atual Golden State Warriors), com destaque para o período de 1959-1966, quando foi campeã oito vezes consecutivas, escrita que permanece até os dias de hoje como a maior sequência de títulos da história do esporte dentro dos Estados Unidos. No Hall da Fama do Basquetebol, jogadores como Bill Russell, John Havlicek, Bob Cousy, Larry Bird e o treinador Red Auerbach fizeram história nos Celtics. Suas conquistas agrupadas somam um recorde de 795 vitórias e 397 derrotas na temporada regular. Foi um sucesso nos anos 1980 com o famoso "Big Three" composto por Larry Bird, Kevin McHale e Robert Parish, parceria que rendeu três campeonatos.
Na temporada 2007-08, após 22 anos sem conquistar a NBA, foram contratados Ray Allen e Kevin Garnett com o objetivo de resgatar a história da franquia. A dupla se juntou com o ala Paul Pierce, formando o novo "Big Three". O investimento foi um sucesso resultando no título sobre o Los Angeles Lakers na grande final. Os Celtics possuem uma superioridade em finais (9-3) contra o seu maior rival, o Los Angeles Lakers. Durante toda a história da NBA, eles tiveram quatro jogadores premiados como o prêmio de MVP (Jogador mais valioso da temporada), são eles, Bill Russell, Bob Cousy, Dave Cowens e Larry Bird.

## História da Franquia

### 1946-50: Primeiros anos
No ano de 1946, o Boston Celtics foi fundado pelo então presidente da Boston Garden-Arena Corporation, Walter A. Brown. Em imediato, a equipe se filiou à Basketball Association of America (BAA). Mais tarde, veio à se tornar parte da National Basketball Association depois de uma fusão da BAA e da National Basketball League (NBL), dando origem à nova liga, no outono de 1949.
Em 1950, o Boston Celtics se tornou a primeira equipe da história a escolher um jogador afro-americano no Draft. Tratava-se de Chuck Cooper. atleta da West Virginia University.
Em 1951, Walter A. Brown, que também fundou a Ice Capades decidiu comprar o Boston Bruins, da NHL, devido à ruim condição financeira de seu filho. A partir daquele momento, Walter A. Brown passava a ser proprietário de duas equipes profissionais que sediavam seus jogos no Boston Garden, o antigo TD Banknorth Garden.

### 1950-57: A chegada de Bob Cousy e Red Auerbach

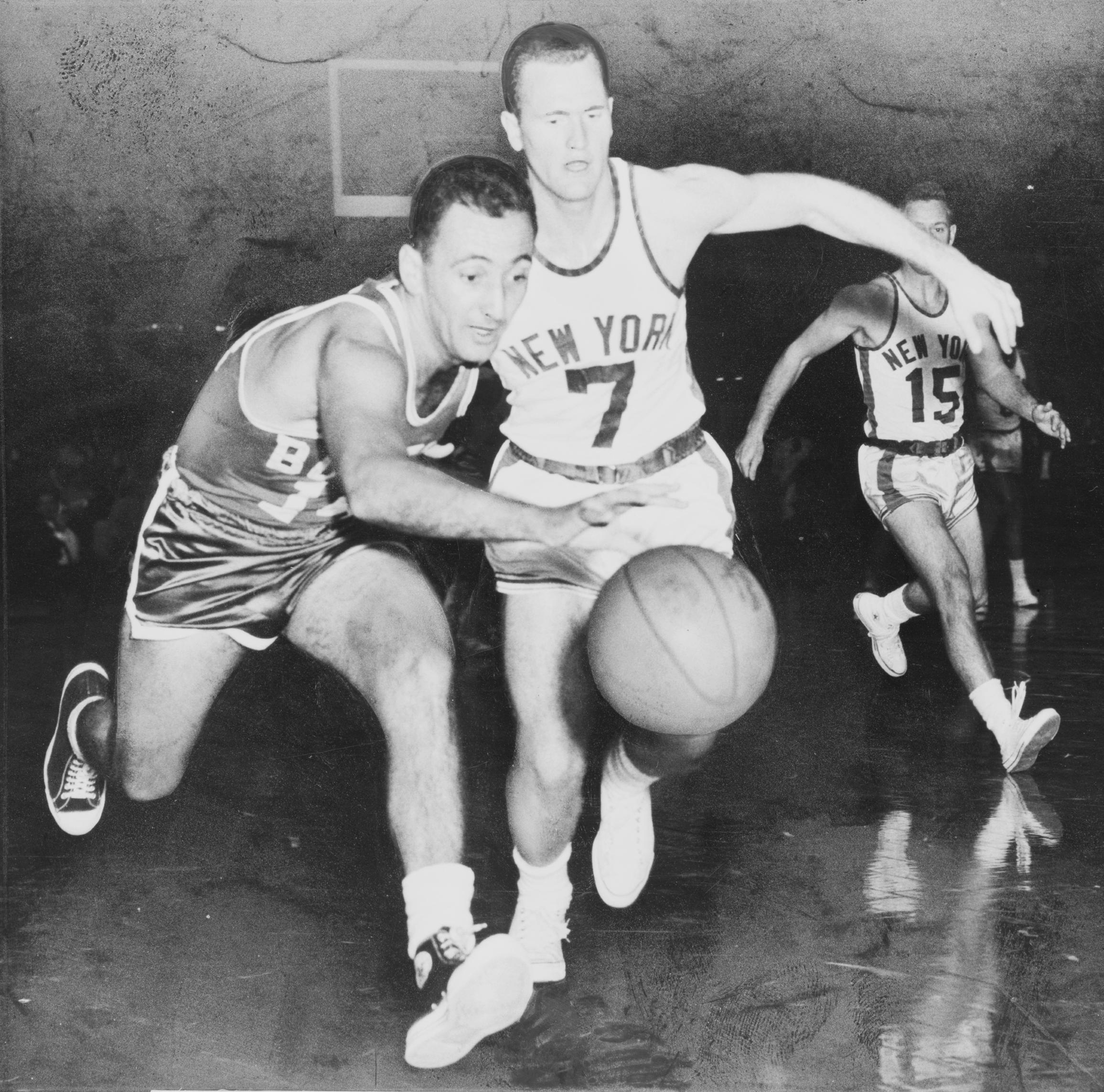
Bob Cousy jogou 13 anos na equipe, 6 deles terminando em títulos da NBA.

Os primeiros anos do Boston Celtics na liga não foram fáceis. A equipe passou por algumas dificuldades, até a contratação do treinador Red Auerbach, que serviu no exército durante a Segunda Guerra Mundial. Nos primeiros dias da franquia, Auerbach não tinha assistentes. Conduzia todos os treinos. Era o olheiro - tanto dos adversários quanto dos atletas promissores - e planejava todas as viagens.
Um dos primeiros grandes jogadores a se juntar ao Celtics foi Bob Cousy, a quem Auerbach recusou inicialmente durante o draft. Cousy foi escolhido pelo St. Louis Hawks e pertencia ao Chicago Bulls até a falência da equipe de Illinois.
Após o fim da temporada da NBA de 1955-56, Auerbach fez uma assombrosa troca. Ele enviou Ed Macauley, grande estrela de seu elenco, e Cliff Hagan aos Hawks para obter Bob Cousy. Depois de uma negociação com o Rochester Royals, Auerbach conseguiu levar o pivô Bill Russell aos Celtics. Junto à dupla, a franquia de Massachusetts acertou com Tom Heinsohn, que mais tarde venceria o prêmio de calouro do ano. O trio trabalhou de forma extraordinária, e foi com eles que Auerbach construiu a base campeã por mais de uma década. Em função da disputa das Olimpíadas de Melbourne 1956, Russell demorou para se juntar ao time.

### 1957-69: A era Russell

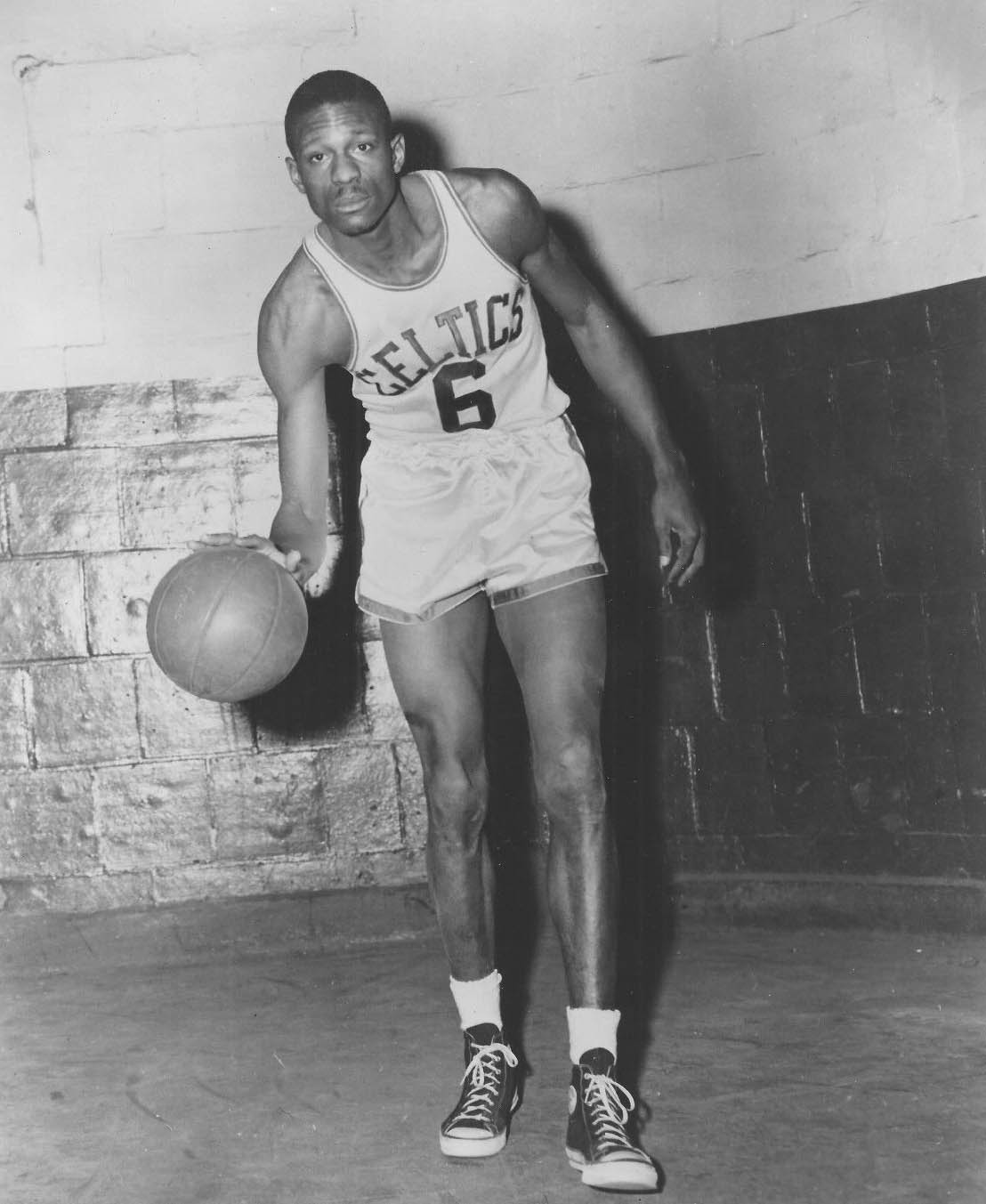
Bill Russell teve 11 títulos da NBA em 13 anos como jogador dos Celtics

Na temporada 1956-57, o Celtics disputava a sua primeira final da NBA. Os confrontos seriam contra o St. Louis Hawks, o mesmo que permitiu a aquisição de Russell aos alviverdes. Em uma série de sete jogos, o Celtics venceu o primeiro de seus 18 campeonatos que estavam por vir. Na temporada seguinte, o time de Auerbach avançou novamente para mais uma final. O adversário era o mesmo, que deu o troco em seis disputas. No entanto, a sequência de títulos chegaria após a aquisição de K. C. Jones. O Celtics deu início a uma dinastia que duraria mais de uma década.
Em 1959, com Cousy como armador, Russell como pivô e Heinsohn como ala, os Celtics venceram o campeonato da NBA depois de ganhar o St. Louis Hawks. Ainda treinado por Auerbach, o Celtics ganhou um recorde de oito campeonatos consecutivos. Durante esse período, os Celtics encontraram os Lakers nas finais por cinco vezes, começando uma intensa e amarga rivalidade que se estende por gerações. Os Celtics acabaria por encontrar o Lakers um total de 12 vezes nas finais da NBA.
Em 1964, Auerbach fez do Celtics a primeira equipe da história a entrar em quadra só com jogadores afro-americanos. O Boston Celtics da metade da década de 1950 e da de 1960 é amplamente considerada como uma das equipes mais dominantes de todos os tempos.
Após a temporada 1965-66, Auerbach aposentou-se como treinador e passou o bastão para Russell, que assumiu como jogador-treinador. Com a nomeação, o pivô se tornou o primeiro treinador afro-americano nos esportes profissionais dos Estados Unidos. Auerbach, por sua vez, continuaria como gerente-geral da franquia, onde se manteve até a década de 1980. No entanto, na primeira temporada da mudança, a sequência de títulos dos Celtics terminaria com uma derrota para o Philadelphia 76ers nas finais da Conferência Leste. A envelhecida equipe seguiu apostando no entrosamento, que foi fundamental na conquista dos dois campeonatos que estavam por vir. Os alviverdes derrotariam os Lakers nas finais de 1968 e 1969. O último ano mencionado marcou a aposentadoria de Bill Russell, efetivando o término de uma dinastia amplamente dominante do Boston Celtics, que ganhou 11 títulos da NBA em 13 temporadas disputadas. A sequência de oito campeonatos consecutivos ganhos entre 1959 e 1966 é a mais longa da história dos esportes profissionais dos Estados Unidos da América.

### 1970-78: A dupla Heinsohn e Cowens

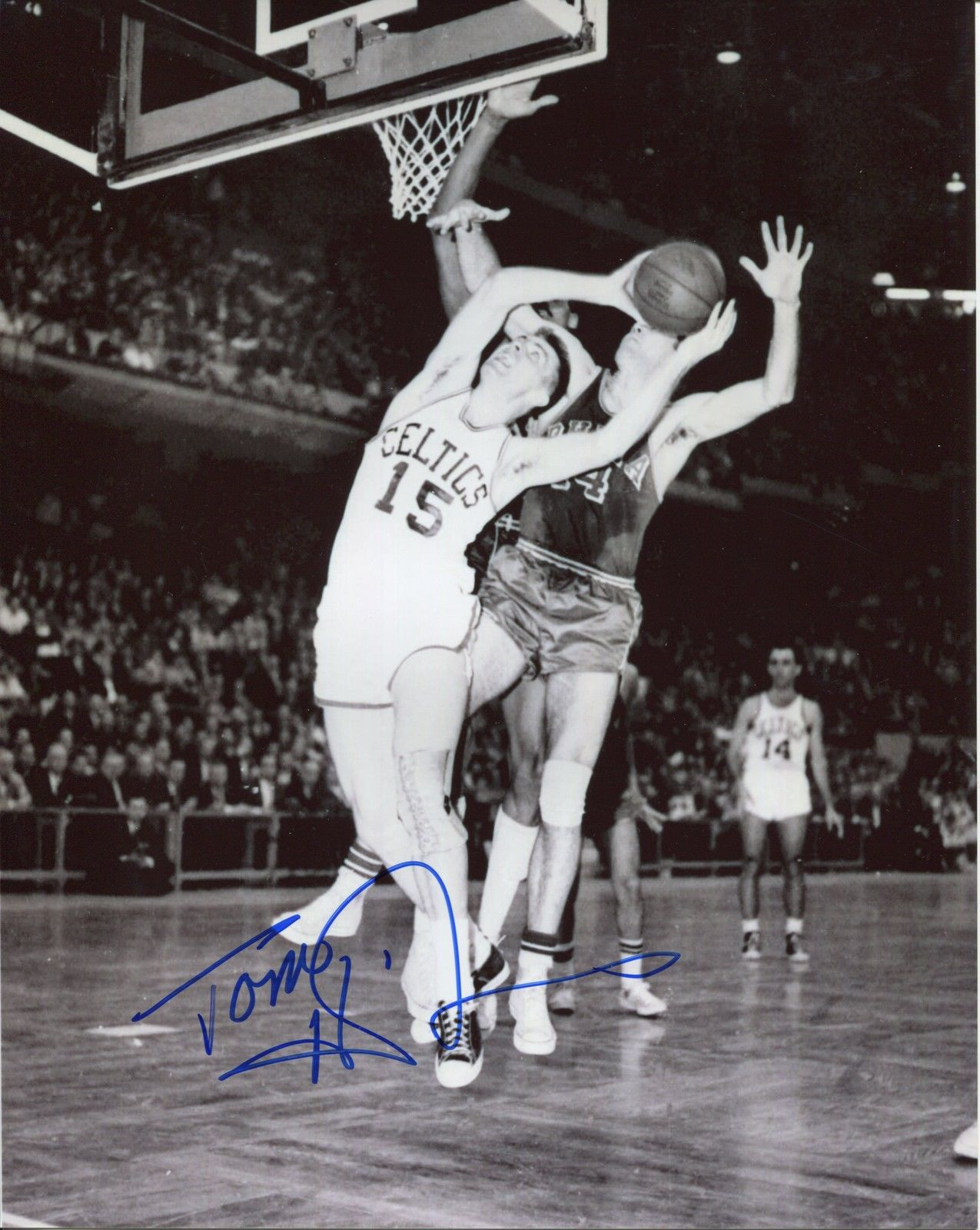
Tom Heinsohn treinou os Celtics para os títulos da NBA de 1974 e 1976.

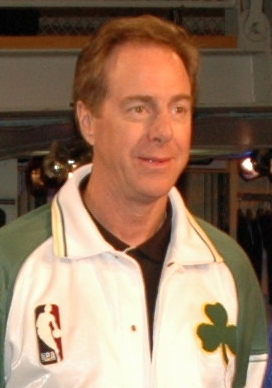
Dave Cowens ajudou os Celtics a ganhar dois títulos na década de 1970

A temporada 1969-70 da NBA ficou marcada por ser o início de uma reestruturação dos Celtics. No entanto, não demorou muito para a equipe voltar a marcar presença entre as franquias mais dominantes da temporada. Com a aquisição de Dave Cowens, Paul Silas e Jo Jo White, os Celtics se tornaram competitivos novamente.
Em 1972, a equipe chegou até a final da Conferência Leste, mas acabou não ganhando. No ano seguinte, os Celtics obteve uma das melhores campanhas já registradas na temporada regular: 68 vitórias em 82 partidas. Mas a temporada não terminou da forma como era de se imaginar. A equipe foi derrotada novamente nas finais de Conferência. As duas derrotas foram para o New York Knicks.
As fortes campanhas ao longo dos anos foram fundamentais no ano de 1974, quando os Celtics conquistaram seu primeiro título da NBA após o fim da Era Russell. O adversário daquele ano foi o Milwaukee Bucks. Na ocasião, a franquia de Massachusetts vencia a liga pela 12ª vez. Após um triunfo em Milwaukee no jogo 5 das séries, os Celtics tiveram a chance de acabar com a série em casa, no jogo 6. No entanto, Kareem Abdul-Jabbar, então pivô dos Bucks, acertou um arremesso com três segundos para o fim do jogo, levando a decisão para uma sétima partida, que seria realizada em Milwaukee. Na finalíssima, Cowens foi espetacular e fundamental, marcando 28 pontos e levando mais um anel para Boston depois de cinco anos.
Em 1976, a equipe ganhou o campeonato mais uma vez ao derrotar o Phoenix Suns em 6 jogos. Naquela ocasião, os Celtics tiveram um de seus jogos mais emocionantes. Depois de quatro jogos e dois triunfos para cada lado, a partida 5, realizada em Boston, teve três prorrogações e terminou com vitória dos celtas por 128-126.
Após os títulos, a equipe teve apenas discreta aparição nos playoffs em 1977. A partir daquele ano, o Celtics precisou se remontar novamente.
No Draft de 1977, a equipe escolheu Cedric Maxwell, atleta da Universidade da Carolina do Norte em Charlotte. O jogador não teve grandes contribuições logo em sua primeira temporada, mas mostrou qualidades bastante promissoras. Em 1978, a responsabilidade de Auerbach em colocar a equipe no auge novamente ficou ainda mais difícil com a aposentadoria de John Havlicek, o maior cestinha da história da franquia até os dias de hoje e um desempenho abaixo do esperado de 32 vitórias e 50 derrotas na temporada regular.

### 1979-92: Era Larry Bird
Em 1978-79, os Celtics possuía duas das oito principais escolhas do NBA Draft de 1978. Auerbach assumiu um risco e selecionou Larry Bird de Indiana State mesmo sabendo que Bird iria permanecer na faculdade para seu último ano. Os Celtics manteria os seus direitos por um ano, uma regra que foi mudado mais tarde, e Auerbach acredita que o potencial de Bird valia a pena esperar. Bird assinou com os Celtics após seu último jogo universitário, uma derrota na Final da NCAA para Michigan State liderada por Magic Johnson.

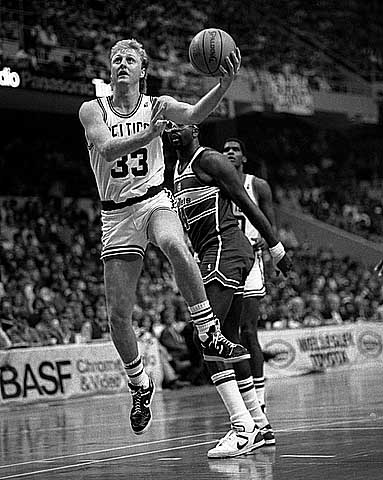
Larry Bird jogou toda a carreira no Celtics e ganhou 3 títulos e 3 MVPs de temporada regular.

A outra história importante da temporada foi a disputa entre Auerbach e novo proprietário John Y. Brown. A disputa quase levou Auerbach a demitir-se como gerente geral para assumir uma posição no New York Knicks. Com a opinião pública apoiando fortemente Auerbach, Brown optou por vender a equipe ao invés de enfrentar a ira da cidade. Os Celtics não foram bem na temporada e terminaram com um recorde de 29-53. Os recém-chegados Chris Ford, Rick Robey, Cedric Maxwell e Tiny Archibald não conseguiram reverter a dinâmica da equipe.
Bird chegou ao Celtics durante a temporada de 1979-80, um ano após a sua seleção. Com um novo titular, Auerbach fez uma série de movimentos que traria a equipe de volta à proeminência, a principal troca foi por Bob McAdoo. Os Celtics terminaram a temporada com um recorde de 61-21 e perderam para o Philadelphia 76ers na final de conferência.
Após a temporada, Auerbach fez uma troca pelo center Robert Parish e eles selecionaram Kevin McHale da Universidade de Minnesota no Draft. Com estes três futuros Hall of Fame (Parish, McHale e Bird), que seriam conhecidos como "Big 3", os Celtics iam se tornar uma equipa dominante no NBA.
Na temporada de 1980-81, os Celtics tiveram um recorde de 62-20 sob o comando do técnico Bill Fitch. Os Celtics ganhou o campeonato da NBA de 1981 vencendo o Houston Rockets, com Maxwell sendo nomeado MVP das finais.
Após a temporada de 1981-82 da NBA, os Celtics perderam mais uma vez para os Sixers na final de conferência. Na temporada 1982-83, os Celtics foram varridos nos playoffs pela primeira vez pelo Milwaukee Bucks; depois disso, Fitch renunciou e a equipe foi vendida para um grupo liderado por Don Gaston.
Em 1983-84, os Celtics, sob o comando do novo técnico K. C. Jones, teriam um recorde de 62-20 e voltariam às finais da NBA após um hiato de três anos. Boston derrotou os Lakers para conquistar o seu 15º título. Bird renovou sua rivalidade na faculdade com a estrela dos Lakers, Magic Johnson, durante esta série.
Após a temporada, Auerbach aposentou-se oficialmente como gerente geral, mas manteve a posição de presidente de equipe. Ele foi sucedido por Jan Volk, que estava no Celtics desde que se formou na Columbia Law School em 1971, atuando como conselheiro geral da equipe desde 1976 e como assistente de gerente geral desde 1980.
Em 1985, Lakers e Celtics se encontraram novamente na final do campeonato, com os Lakers vencendo desta vez. Esta foi a primeira vez que os Lakers derrotaram os Celtics nas finais, e a única vez que o time ganhou um título no Boston Garden.
Durante o período de entressafra seguinte, os Celtics adquiriram Bill Walton do Los Angeles Clippers. Walton tinha sido um All-Star e MVP da liga, enquanto liderava o Portland Trail Blazers para o título de 1977 da NBA, mas as lesões o prejudicaram desde então. Considerando o talento que o Boston tinha em seu time titular, Walton estava disposto a sair do banco para ajudar o time. Ele se manteve saudável e foi uma grande parte do sucesso dos Celtics em 1986.

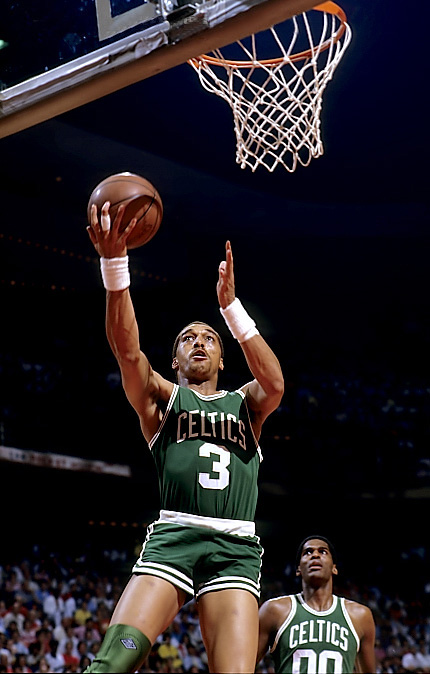
Dennis Johnson foi um dos principais contribuintes para os títulos dos anos 1980.

Em 1985-86, os Celtics formou um dos melhores times da história da NBA. A equipe teve um recorde de 67-15. Bird ganhou seu terceiro prêmio consecutivo de MVP e Walton levou para casa o prêmio de sexto homem do ano. Os Celtics derrotaram o Houston Rockets nas finais da NBA em seis jogos, o 16º título da franquia e o último do século XX.
Os Celtics tinha a segunda escolha no draft da NBA de 1986, eles selecionaram a estrela da Universidade de Maryland, Len Bias, uma das perspectivas mais anunciadas de sua época. Bias morreu 48 horas depois do Draft devido a uma overdose acidental de cocaína. Apesar da perda, os Celtics permaneceram competitivos em 1986-87, tendo um recorde de 59-23 e novamente indo para as finais da NBA mas as lesões de jogadores-chave levaram a uma derrota para os Lakers em seis jogos.
Em 1988, os Celtics perdeu em seis jogos para o eventual campeão Detroit Pistons nas finais da Conferência Leste. Após a temporada, o treinador K.C. Jones se aposentou e foi substituído pelo assistente Jimmy Rodgers. As esperanças de Boston para 1988-89 diminuíram quando Larry Bird se machucou.
Bird retornou em 1989-90 e levou os Celtics para um recorde de 52-30. Nos playoffs, os Celtics entrou em colapso depois de vencer os dois primeiros jogos em uma série de melhor de cinco contra o New York Knicks, perdendo três consecutivos, incluindo o decisivo quinto jogo no Boston Garden. Rodgers foi consequentemente demitido e substituído pelo treinador adjunto e antigo jogador dos Celtics, Chris Ford.
Sob a liderança de Ford, os Celtics melhorou seu recorde para 56-26 em 1990-91, recapturando o título da Divisão do Atlântico, apesar de Bird ter perdido 22 jogos. Os Celtics novamente perdeu para o Detroit Pistons, desta vez nas Semifinais da Conferência. Em 1992, os Celtics tiveram um recorde de 51-31 e repetiu o título de campeão da Atlantic Division. Depois de varrer o Indiana Pacers na primeira rodada, os Celtics perdeu uma série semifinal da Conferência Leste de sete jogos para o Cleveland Cavaliers. Lesões nas costas limitaram Bird a apenas 45 jogos na temporada regular e quatro jogos nos playoffs. Depois de treze temporadas da NBA e uma medalha de ouro nas Olimpíadas de Barcelona com o Dream Team, os problemas nas costas leveram Bird a se aposentar em 1992.

### 1993-98: Tragédia e reconstrução
A perda de Bird e o envelhecimento das outras estrelas da equipe forçaram o técnico Chris Ford a entrar no modo de reconstrução. As esperanças foram centradas em Reggie Lewis, de 26 anos, vindo da Northeastern University. Na primeira rodada dos playoffs de 1993, Lewis desmaiou durante o último jogo contra o Charlotte Hornets. Um exame revelou problemas cardíacos, mas Lewis conseguiu que os médicos o liberassem para um retorno. Antes que ele pudesse fazê-lo, ele morreu de um ataque cardíaco enquanto treinava na Universidade Brandeis durante o período de entressafra. Os Celtics honrou sua memória aposentando seu número 35. Com Kevin McHale tendo se aposentado após a derrota nos Celtics para o Hornets, a era Big 3 original de Boston chegou ao fim em 1994 após a ida de Robert Parish para Charlotte. A equipe entrou em colapso, terminando fora dos playoffs com um recorde de 32-50.
Em 1994, os Celtics escolheu a estrela da Universidade da Carolina do Norte, Eric Montross, na primeira rodada do draft de 1994. Montross não conseguiu se desenvolver e acabou sendo negociado.
A temporada de 1994-95 foi a última temporada do Celtics no Boston Garden. Eles contrataram o veterano Dominique Wilkins como um agente livre, que liderou a equipe na pontuação com 17,8 PPG. Dino Rađa da Croácia, acrescentou uma presença interior que tinha faltado em 1993-94. Os Celtics foram para os playoffs, perdendo para o Orlando Magic em 4 jogos.
Em 1995, os Celtics mudaram-se do Boston Garden para o Fleet Center (mais tarde TD BankNorth, depois TD Garden). M.L. Carr demitiu Chris Ford e se tornou o novo treinador. Depois de selecionar o astro de Providence College, Eric Williams, os Celtics tiveram um recorde de 33-49.
As coisas pioraram em 1996-97 quando os Celtics perderam 67 jogos, estabelecendo um recorde indesejado da NBA vencendo apenas uma vez contra outras equipes da Divisão do Atlântico e apenas quinze vitórias no geral.
O Celtics recebeu a terceira e sexta escolha no draft de 1997 e usou as escolhas para selecionar Chauncey Billups e Ron Mercer. A equipe melhorou suas vitórias de 15 para 36, apesar de muitas derrotas. Billups foi posteriormente negociado com os Raptors durante seu ano de estreia e Mercer foi negociado para os Nuggets durante sua terceira temporada.

### 1998-2013: Era Paul Pierce

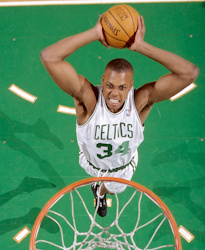
Paul Pierce foi a 10º escolha no Draft da NBA de 1998, ganhando o prêmio de MVP das Finais de 2008

No ano seguinte, no draft de 1998, o Celtics selecionou Paul Pierce, um astro de faculdade que esperava-se ser recrutado muito antes da 10ª escolha geral do Celtics. Pierce teve um impacto imediato durante a temporada de 1998–99 da NBA, com uma média de 19,5 pontos, ganhando o prêmio de Novato do Mês em fevereiro, quando liderou a liga em roubos de bola. No entanto, o Celtics continuou a ter dificuldades sob o comando de Rick Pitino e não conseguiu alcançar um sucesso significativo. Pitino renunciou ao cargo em janeiro de 2001.
Após a saída de Rick Pitino, o Celtics viu uma melhora modesta com o técnico Jim O'Brien. Paul Pierce amadureceu como uma estrela da NBA e foi habilmente complementado por Antoine Walker e os outros jogadores adquiridos ao longo do ano.
Após a temporada de 2000-2001, O'Brien recebeu o cargo de treinador principal de forma permanente. Como resultado de inúmeras negociações, os Celtics tiveram três escolhas no draft de 2001. Eles selecionaram Joe Johnson, Joe Forte e Kedrick Brown. Apenas Johnson conseguiu ter sucesso na NBA, tornando-se um All-Star depois de deixar os Celtics.
O Celtics entrou na temporada 2001-02 com baixas expectativas. O sucesso da equipe nos últimos estágios da temporada de 2000-2001 foi em grande parte esquecido e os críticos ficaram surpresos quando a equipe, junto com o New Jersey Nets, subiu para o topo da Divisão do Atlântico à frente do Philadelphia 76ers que tinha ido para as finais da NBA. Celtics venceu uma série de cinco jogos muito disputada com os 76ers no primeiro round dos playoffs por 3-2. Nas Semifinais da Conferência, os Celtics derrotaram o favorito Detroit Pistons por 4–1. Em sua primeira viagem para a final da Conferência Leste desde 1988, os Celtics perderam para os Nets por 4–2.
Em 2003, o Celtics foi vendido pelo proprietário Paul Gaston para o Boston Basketball Partners L.L.C., liderado por H. Irving Grousbeck, Wycliffe Grousbeck e Steve Pagliuca. A equipe retornou aos playoffs, mas foi derrotada pelos Nets na segunda rodada. Antes de sua eliminação, a equipe contratou Danny Ainge para ser o gerente geral.
Ainge acreditava que a equipe havia atingido o seu auge e prontamente mandou Antoine Walker para o Dallas Mavericks (junto com Tony Delk). Em troca, os Celtics recebeu Raef LaFrentz, Chris Mills e Jiří Welsch, e uma escolha de primeira rodada em 2004. Na temporada 2003-04, os Celtics foram para os playoffs, mas foram varridos na primeira rodada pelo Indiana Pacers.

#### 2004-2007: o "Doc" está aqui

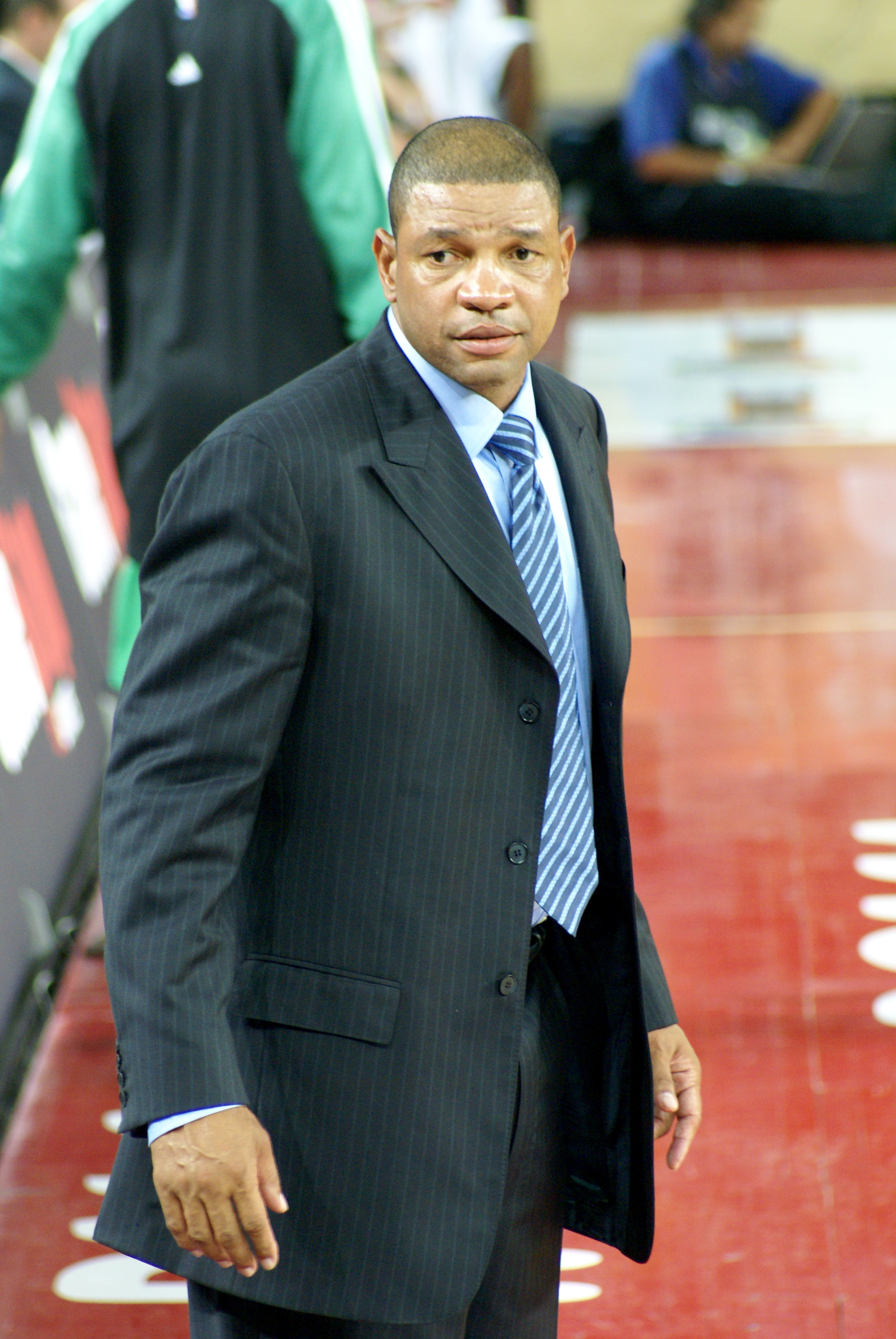
O treinador Doc Rivers levou os Celtics a um título da NBA em 2008.

Celtics era um time jovem com o novo técnico Doc Rivers durante a temporada 2004-05, tendo recrutado os jovens Al Jefferson, Delonte West e Tony Allen no draft de 2004. Eles pareciam ter um núcleo de bons jogadores jovens, liderados por Pierce e novato Al Jefferson, para ir junto com um grupo de veteranos capazes. Os Celtics terminaram a temporada com um recorde de 45-37 e conquistou seu primeiro título na Divisão do Atlântico desde 1991-92, recebendo um impulso do retorno do astro Antoine Walker no meio da temporada. Os Pacers derrotou-os no primeiro round dos playoffs mais uma vez, com a série culminando em uma derrota por 27 pontos embaraçosa no jogo 7 no Fleet Center.
Após a temporada, Walker foi negociado novamente, desta vez para o Miami Heat. Apesar da melhor temporada da carreira de Pierce, na qual ele teve uma média de pontos de 26.8, os Celtics não foram para os playoffs na temporada 2005-06 com um recorde de 33-49.
Os Celtics continuou a se reconstruir no draft de 2006. Eles selecionaram o armador de Kentucky, Rajon Rondo, que se tornaria peça-chave no renascimento da equipe. A temporada 2006-2007 foi sombria para a franquia, começando com a morte de Red Auerbach aos 89 anos. Auerbach era uma das poucas pessoas remanescentes que faziam parte da NBA desde sua criação em 1946. Os Celtics tiveram um recorde de 24-58, o segundo pior da NBA. No final da temporada, os Celtics estavam no mínimo esperançosos de que poderiam garantir uma alta escolha e selecionar Greg Oden ou Kevin Durant para ajudar a reconstruir a franquia, mas eles ganharam a 5° escolha.

#### 2007–2012: Os novos "Big 3": Pierce, Allen e Garnett

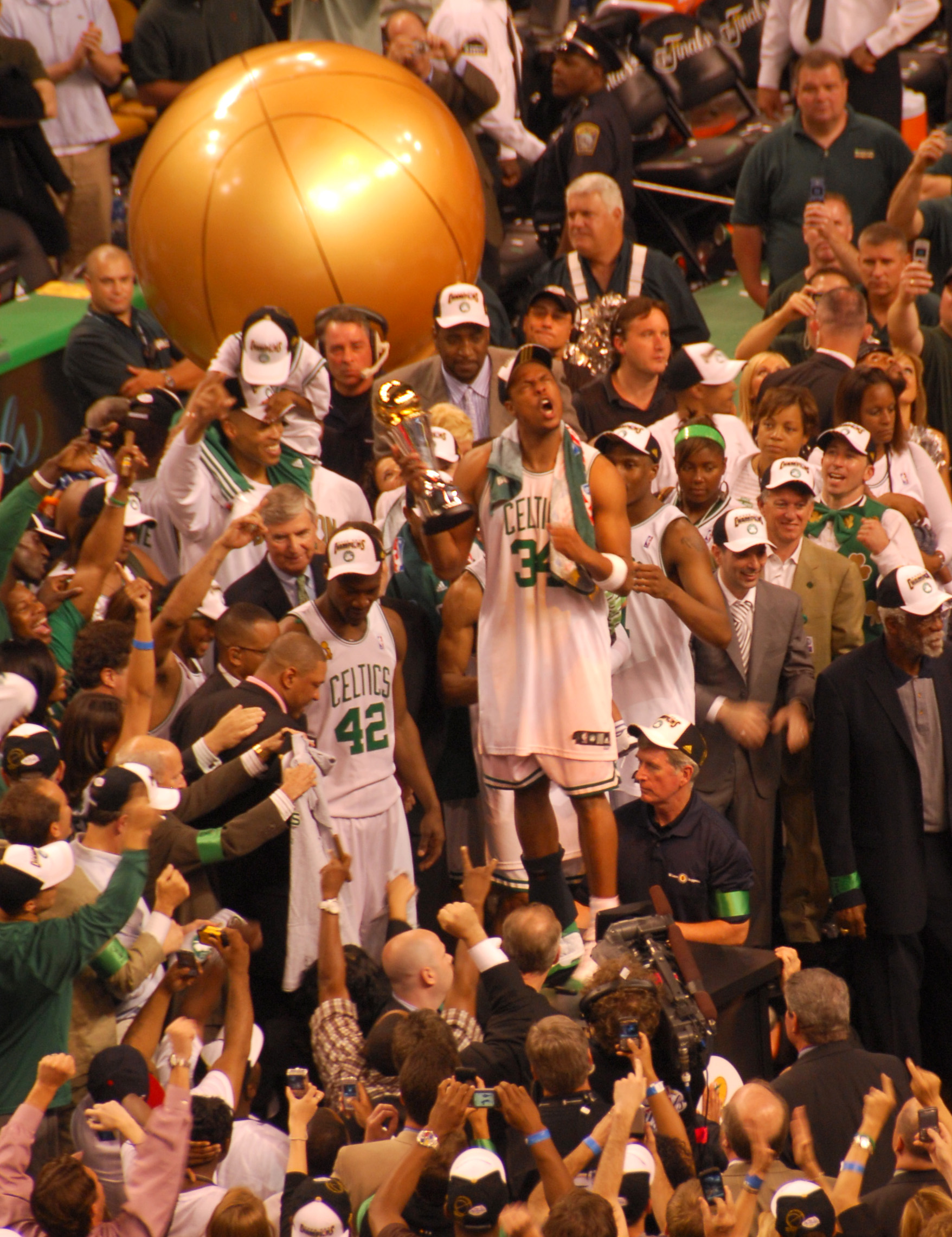
Boston Celtics comemora depois de vencer o título de 2008 da NBA

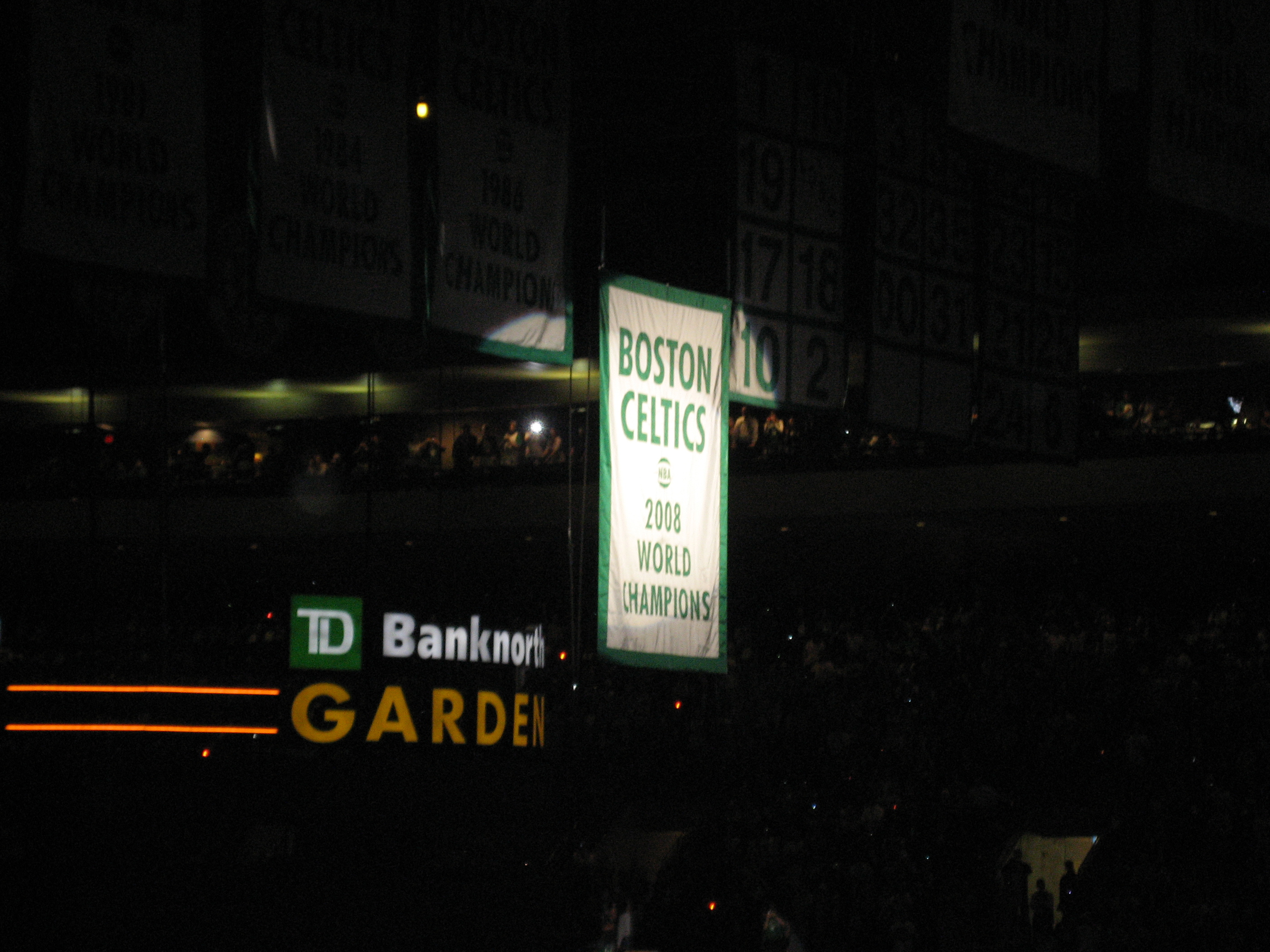
A 17ª bandeira de título sendo erguida nas vigas do TD Garden em 28 de outubro de 2008.

No verão de 2007, o gerente geral Danny Ainge fez uma série de movimentos que deram ao Celtics a proeminência. Na noite do draft, ele trocou Jeff Green, Wally Szczerbiak e Delonte West para Seattle por Ray Allen e a escolha de segundo round de Seattle, que a equipe usou para selecionar Glen Davis de LSU. Em seguida, o Celtics trocou Ryan Gomes, Gerald Green, Al Jefferson, Theo Ratliff, Sebastian Telfair e uma escolha de primeira rodada de draft para os Timberwolves em troca de Kevin Garnett. Esses movimentos criaram o "Boston Three Party" (o apelido dado para descrever a combinação de Allen, Garnett e Pierce por Scott Van Pelt no comercial "This Is Sportscenter"), que prometia revitalizar a equipe e levá-los de volta à glória.
O novo "Big Three" de Boston levou a equipe a um recorde de 66-16 na temporada regular. Nos playoffs, a equipe derrotou o Atlanta Hawks na primeira rodada, o Cleveland Cavaliers nas semifinais da conferência e o Detroit Pistons na final da Conferência Leste.
Nas finais da NBA de 2008, os Celtics enfrentaram o MVP Kobe Bryant e o Los Angeles Lakers pela 11ª vez, pela primeira vez desde 1987. Os Celtics venceram o jogo 1 em casa por 98-88, impulsionado pela forte atuação de Garnett. Eles também ganharam o jogo 2 por 108-102. No jogo 3 em Los Angeles, os Lakers venceram por 87-81. No jogo 4, os Celtics ganharam por 97-91, a maior virada na história das finais da NBA. Os Lakers ganharam o jogo 5 por 103-98, mandando a série de volta para Boston. No jogo 6, os Celtics dominaram os Lakers, vencendo por 131 a 92, conquistando seu 17º título na NBA, e primeiro desde 1986. Paul Pierce foi nomeado MVP de Final.

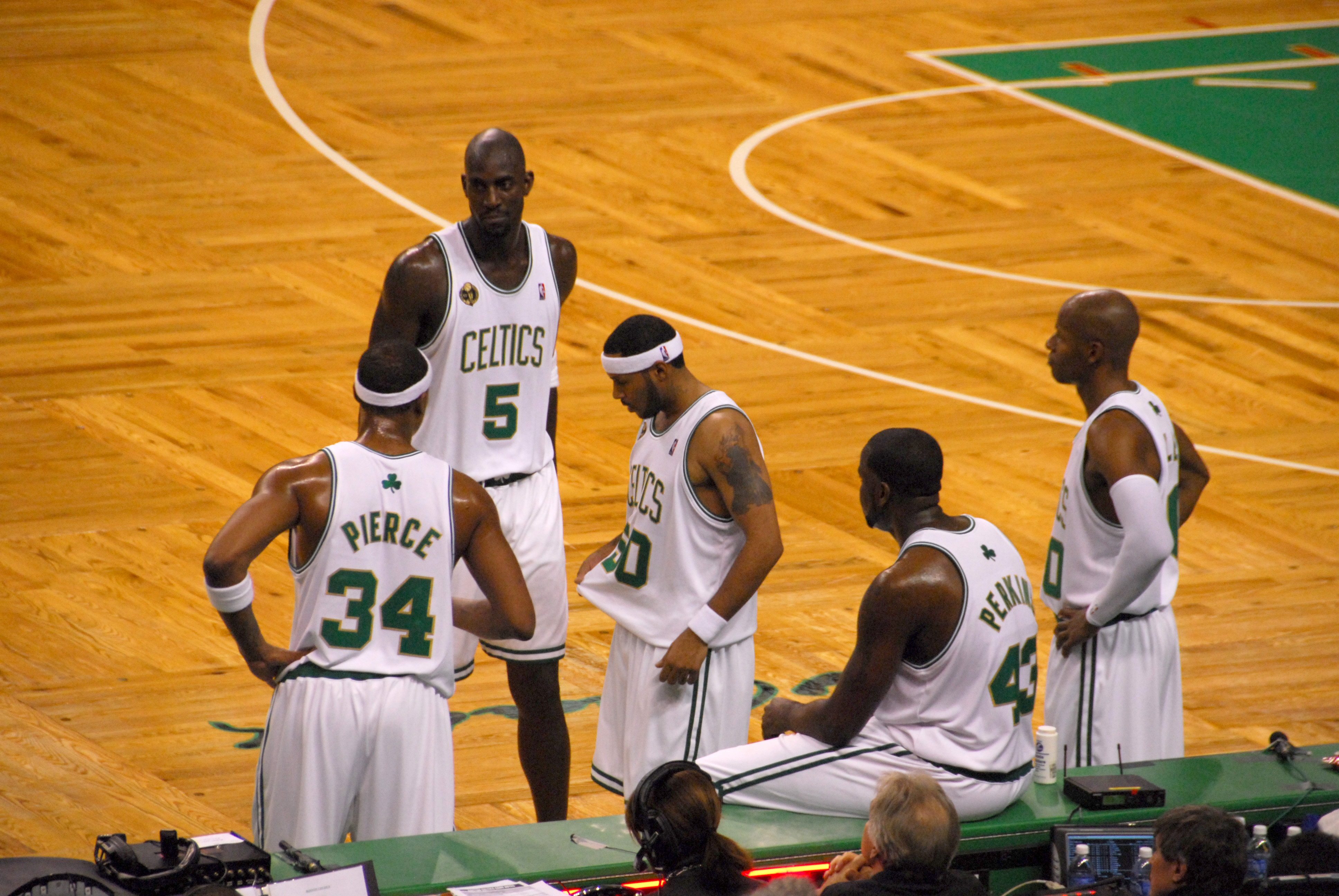
O Celtics durante a abertura da temporada 2008-09: Paul Pierce, Kevin Garnett, Eddie House, Kendrick Perkins e Ray Allen

Na temporada de 2008-2009, os Celtics começou a temporada com um recorde de 27-2, o melhor recorde inicial da história da NBA. Os Celtics de 2009 terminou com 62 vitórias, mas foram eliminados na segunda rodada dos playoff contra o Orlando Magic.
No ano seguinte, com as adições de Rasheed Wallace e Marquis Daniels, os Celtics começaram a temporada com um recorde de 23-5. No entanto, Doc Rivers decidiu diminuir os minutos de suas estrelas para poupá-los para os playoffs. Como resultado, os Celtics terminaram a temporada regular de 2009-10 com um recorde de 50-32. Nos playoffs, eles derrotaram o Miami Heat em cinco jogos, o Cavaliers em seis jogos e o Magic, vingando a derrota da temporada anterior. Pela 12ª vez, seu adversário na final foram os Lakers. Depois de levar uma vantagem de 3-2 em Los Angeles para o jogo 6, o Celtics parecia pronto para conquistar seu 18º título. Mas os Celtics perderiam o jogo 6 e perderiam por uma vantagem de 13 pontos no jogo 7.
Durante a temporada de 2010, Boston assinou com Shaquille O'Neal e Jermaine O'Neal, juntamente com o center turco Semih Erden, sua seleção na segunda rodada do Draft de 2008, e o retorno de Delonte West. Os Celtics terminaram a temporada com um recorde de 56-26. A temporada 2010-2011 ainda teve três marcos: os Celtics se tornou o segundo time a atingir 3.000 vitórias, Paul Pierce se tornou o terceiro jogador dos Celtic a marcar 20.000 pontos depois de Larry Bird e John Havlicek e Ray Allen quebrou o recorde da NBA de mais arremessos certos de três pontos. Os Playoffs da NBA de 2011 começaram com os Celtics varrendo o New York Knicks por 4-0, mas na segunda rodada eles foram derrotados pelo Miami Heat por 4-1. Shaquille O'Neal aposentou-se no final da temporada.
No draft de 2011 da NBA, os Celtics adquiriu dois companheiros de equipe de Universidade de Purdue, JaJuan Johnson e E'Twaun Moore. Durante a curta pré-temporada após a grave da NBA, os Celtics contrataram os agentes livres Marquis Daniels, Chris Wilcox, Keyon Dooling e Greg Stiemsma. Os Celtics iniciou a temporada com um recorde de 0-3 com Paul Pierce com uma lesão no calcanhar e seu substituto Mickaël Piétrus também não podendo jogar. No intervalo para o All-Star Game, os Celtics estavam com um recorde de 15-17. No entanto, eles foram uma das melhores após o intervalo, tendo um recorde de 24-10 no resto do ano e ganhando seu 5° título da divisão consecutiva.
Nos playoffs, os Celtics enfrentaram o Atlanta Hawks na primeira rodada, vencendo-o em seis jogos liderados pelo forte jogo de Pierce e Garnett. Nas Semifinais da Conferência, os Celtics enfrentaram o Philadelphia 76ers liderados por Doug Collins e um jovem grupo de jogadores promissores que empurrariam o Celtics para uma série de sete jogos que terminou com vitória de Boston por 85-75. Os Celtics enfrentou o Miami Heat na final da Conferência Leste, com a possibilidade de fechar a série em casa, os Celtics sofreram uma derrota no TD Garden por 98-79, levando a série de volta a Miami para o jogo 7, onde o Celtics construiu uma liderança inicial, mas acabou perdendo por 101-88; Miami iria derrotar o Oklahoma City Thunder nas finais.

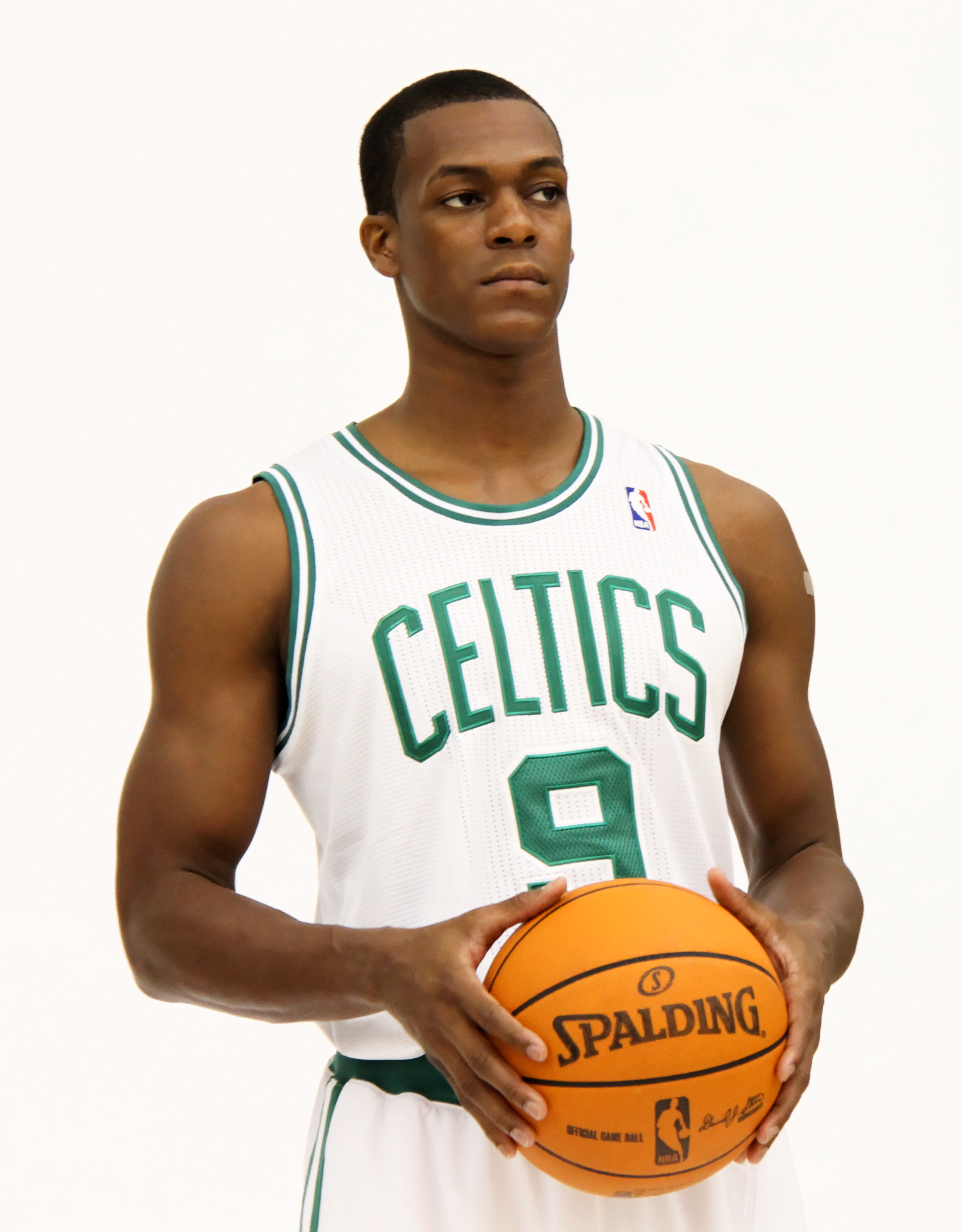
Rajon Rondo se tornou o líder do Celtics depois do novo "Big Three"

O período de entressafra de 2012 começou com os Celtics tendo apenas seis jogadores sob contrato. Enquanto Kevin Garnett renovou, Ray Allen optou por assinar com o Miami Heat por menos dinheiro, levando a era do "Big Three" a um final um pouco amargo. Os Celtics assinaram com os agentes livres Jason Terry, Jason Collins, Darko Milicic e Leandrinho.
Apesar de ter perdido Rondo e Sullinger por lesão, os Celtics acumulou sete vitórias seguidas, incluindo vitórias sobre o Heat em duas prorrogações e os Nuggets em tripla prorrogação. O Celtics terminou a temporada com 41 vitórias, mas jogou apenas 81 jogos depois que um jogo em casa contra o Indiana Pacers em 16 de abril foi cancelado após os atentados na Maratona de Boston. Os Celtics perderam por 4-0 para o New York Knicks na primeira rodada dos Playoffs de 2013.
Durante o período de entressafra, o técnico Doc Rivers recebeu permissão para sair e foi treinar o Los Angeles Clippers. Poucos dias depois, Paul Pierce e Kevin Garnett, juntamente com Jason Terry e D.J. White, foram negociados para o Brooklyn Nets em troca de Keith Bogans, Marshon Brooks, Kris Humphries, Kris Joseph, Gerald Wallace, e três futuras escolhas de draft na primeira rodada (2014, 2016, 2018). O acordo foi aprovado mais tarde pela liga em 12 de julho de 2013, encerrando efetivamente a era do "Big 3" e marcando o início de um movimento de jovens para a equipe.

### 2013-2016: Reconstrução
Durante a off-season, o treinador Doc Rivers foi autorizado a rescindir seu contrato. Ele foi treinar o Los Angeles Clippers e os Celtics receberam uma escolha de primeira rodada em 2015 como compensação. Alguns dias depois, Pierce, Garnett, Jason Terry, e D. J. White, foram negociados com o Brooklyn Nets por Keith Bogans, MarShon Brooks, Kris Humphries, Kris Joseph, Gerald Wallace e três futuras escolhas de primeira rodada dos drafts de 2014, 2016 e 2018. O acordo marcou o início de um movimento de rejuvenecimento da equipe.

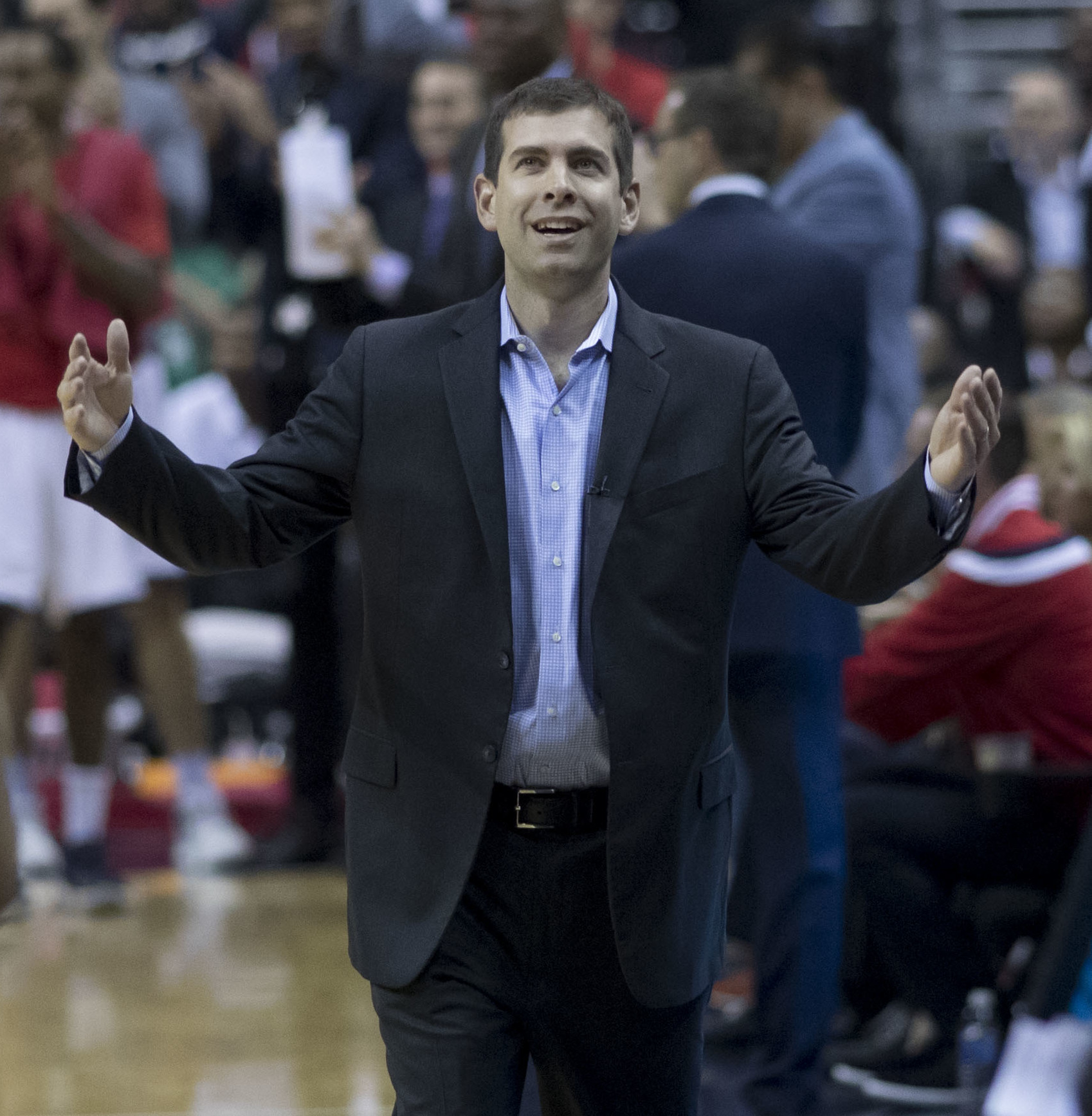
Brad Stevens é o atual general manager do Celtics.

Em 3 de julho de 2013, o Celtics anunciou que Brad Stevens, o treinador principal da Universidade Butler, substituiria Doc Rivers como treinador principal. No meio da temporada, Rajon Rondo fez seu retorno e foi nomeado o 15º capitão da equipe na história da equipe. A equipe aumentou o movimento de rejuvenecimento  adquirindo duas escolhas de draft em uma troca de três equipes que enviou Jordan Crawford e MarShon Brooks para o Golden State Warriors. A temporada de 2013-14 marcou os primeiros playoffs perdidos dos Celtics desde o "Big 3".
No draft de 2014, os Celtics selecionaram Marcus Smart como a 6ª escolha geral e James Young como a 17ª escolha geral. O Boston da temporada de 2014-15 teve várias trocas, a mais importante foi a que levou Rondo e Dwight Powell para o Dallas Mavericks em troca de Brandan Wright, Jae Crowder, Jameer Nelson e escolhas futuras. A aquisição de Isaiah Thomas no meio da temporada ajudou a equipe a vencer 22 de seus últimos 34 jogos e terminar a temporada com um recorde de 40-42, o suficiente para a sétima vaga nos playoffs. Os Celtics foram varridos pelo Cleveland Cavaliers na primeira rodada.
No draft de 2015, Boston selecionou Terry Rozier, R.J. Hunter, Jordan Mickey e Marcus Thornton com as seleções 16, 28, 33 e 45, respectivamente. Os Celtics terminaram a temporada de 2015-16 com um recorde de 48-34, a quinta melhor campanha na Conferência Leste. Os Celtics perderam a primeira rodada para o Atlanta Hawks por 4-2.

### 2016-Presente: Era Tatum-Brown
No draft de 2016, os Celtics selecionaram Jaylen Brown como a terceira escolha. Em 8 de julho de 2016, a equipe assinou um contrato de 4 anos e US$113 milhões com Al Horford.
Os Celtics terminaram a temporada de 2016–17 com um recorde de 53-29, garantindo a primeira colocação na Conferência Leste. Após uma lesão no quadril encerrar a participação de Thomas nos playoffs no Jogo 2 das Finais da Conferência Leste, os Celtics acabaram perdendo para os Cavaliers em cinco jogos. Isaiah Thomas foi selecionado para seu segundo All-Star consecutivo e obteve sua primeira seleção para o All-NBA Team, terminando em terceiro lugar na liga em pontos por jogo e em quinto na votação para MVP. 
No draft de 2017, os Celtics venceram a loteria do draft, garantindo a primeira escolha geral. Esperava-se que selecionassem o armador Markelle Fultz, mas a escolha foi posteriormente trocada com o Philadelphia 76ers em troca da terceira escolha no draft de 2017 e futuras escolhas. Os 76ers acabariam selecionando Fultz, enquanto os Celtics usaram a terceira escolha para selecionar o ala Jayson Tatum. Durante a entressafra, a equipe assinou um contrato de 4 anos e US$127.8 milhões com Gordon Hayward. Em 22 de agosto de 2017, os Celtics fecharam um acordo que enviou Isaiah Thomas, Jae Crowder, Ante Žižić e a escolha de primeira rodada do draft de 2018 do Brooklyn Nets para o Cleveland Cavaliers, em troca de Kyrie Irving.

#### 2017–2019: Kyrie Irving

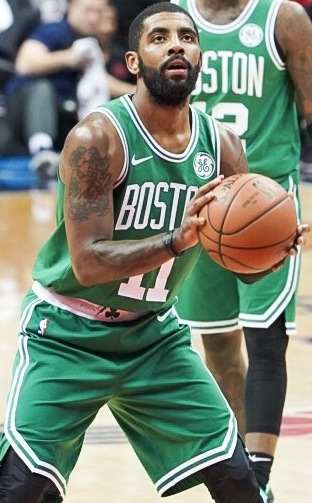
Kyrie Irving jogou pelo Boston por duas temporadas, participando de dois All-Star Games.

Ao final da entressafra, apenas quatro jogadores dos Celtics permaneceram do time de 2016–17, sendo Marcus Smart o jogador com mais tempo de casa. No jogo de abertura da temporada, no primeiro quarto contra os Cavaliers, Hayward sofreu uma fratura na tíbia e uma luxação no tornozelo da perna esquerda, o que o deixou fora do restante da temporada regular. Apesar da perda, os Celtics emplacaram uma sequência de 16 vitórias consecutivas, que também se tornou a quarta maior sequência de vitórias da história da equipe. Os Celtics terminaram o ano com um recorde de 55-27, o suficiente para garantir o segundo lugar na Conferência Leste. Nos playoffs, derrotaram o Milwaukee Bucks na primeira rodada em sete jogos e continuaram o feito nas semifinais da conferência ao vencer o Philadelphia 76ers em cinco jogos, antes de perderem para o Cleveland Cavaliers em sete jogos nas Finais da Conferência.
Os Celtics terminaram a temporada de 2018–19 com um recorde de 49-33. Analistas começaram a questionar o desempenho da equipe e suas chances de conquistar o título quando os Celtics apresentaram um recorde de 10-10 após os primeiros 20 jogos. Em seguida, os Celtics venceram os oito jogos seguintes, melhorando seu recorde para 18-10. Durante essa sequência de oito vitórias, a equipe venceu o Chicago Bulls por 56 pontos de diferença (133 a 77), estabelecendo o recorde de maior margem de vitória na história da franquia, além de igualar o recorde de maior margem de vitória de uma equipe visitante. Os Celtics terminaram a temporada regular em quarto lugar na Conferência Leste. Durante um jogo no dia 7 de abril, Marcus Smart lesionou o quadril e foi afastado pelo restante da temporada regular e pela primeira rodada dos playoffs. Nos playoffs de 2019, os Celtics varreram o Indiana Pacers na primeira rodada, mas depois perderam para o Milwaukee Bucks em cinco jogos.
Os Celtics detinham quatro escolhas no draft da NBA de 2019. Após uma série de transações, a equipe escolheu Romeo Langford com a 14ª escolha e também adicionou Grant Williams, Carsen Edwards e Tremont Waters. Durante a entressafra de 2019, Irving e Horford assinaram com o Brooklyn Nets e o Philadelphia 76ers, respectivamente. Irving partiu, apesar de ter prometido permanecer em Boston. Em 30 de junho de 2019, os Celtics e o armador Kemba Walker acertaram um contrato máximo de quatro anos e US$141 milhões. Em 6 de julho de 2019, os Celtics oficializaram a aquisição de Walker em uma troca com o Charlotte Hornets; os Celtics enviaram o armador Terry Rozier e uma escolha protegida de segunda rodada do draft de 2020 em troca de Walker e uma escolha de segunda rodada do draft de 2020.

#### 2019–2021: Ascensão do "The Jays"
Após a suspensão da temporada de 2019–20, os Celtics foram uma das 22 equipes convidadas para a "Bolha da NBA", a fim de participar dos últimos 8 jogos da temporada regular. Nos playoffs de 2020, os Celtics varreram o Philadelphia 76ers na primeira rodada, derrotaram o Toronto Raptors em uma série de sete jogos e caíram para o Miami Heat nas Finais da Conferência Leste em seis jogos.
Boston enfrentou dificuldades com lesões na temporada de 2020–21, com Walker, Tatum e Brown perdendo jogos em diferentes momentos da temporada devido a lesões e à COVID-19. Boston não conseguiu se classificar automaticamente para os playoffs e foi enviado ao Play-In, onde derrotou o Washington Wizards por 119 a 100. Nos playoffs, perderam para o Brooklyn Nets em cinco jogos.

#### 2021–22: Primeira aparição nas Finais para "The Jays"
Em 2 de junho de 2021, os Celtics nomearam o técnico Brad Stevens como presidente de operações de basquete, substituindo Danny Ainge, que anunciou sua aposentadoria. Em 18 de junho, Stevens fez sua primeira transação em sua nova função, trocando Kemba Walker, a 16ª escolha no draft de 2021 e uma escolha de segunda rodada de 2025, em troca de Al Horford, Moses Brown e uma escolha de segunda rodada do draft de 2023. Em 23 de junho de 2021, foi noticiado que Stevens havia decidido contratar Ime Udoka como seu próprio substituto no cargo de técnico principal.
Em abril de 2022, os Celtics se classificaram para os playoffs da NBA como a segunda melhor campanha da Conferência Leste, com um recorde de 51-31; eles varreram o Brooklyn Nets na primeira rodada da pós-temporada. Em seguida, enfrentaram o Milwaukee Bucks nas semifinais da Conferência Leste e o Miami Heat nas Finais da Conferência, derrotando ambas as equipes em séries de sete jogos, garantindo a primeira aparição dos Celtics nas Finais desde 2010. Nas finais, os Celtics chegaram a liderar a série por 2 a 1, mas perderam os três jogos seguintes e acabaram derrotados pelo Golden State Warriors por 4 a 2.

#### 2022–23: Derrota nas finais de conferência
Em setembro, os Celtics suspenderam Udoka por toda a temporada de 2022–23 por ter se envolvido em um relacionamento íntimo impróprio com uma funcionária. O assistente técnico Joe Mazzulla substituiu Udoka como técnico interino. Em 16 de fevereiro de 2023, Mazzulla foi nomeado técnico permanente da equipe após liderar os Celtics a um recorde de 42-17 derrotas, o melhor da liga, até a pausa para o All-Star Game.
Após superar uma desvantagem de 3 a 2 contra o Philadelphia 76ers para avançar às Finais da Conferência Leste, os Celtics ficaram atrás por 3 a 0 em um reencontro contra o Heat. Eles conseguiram levar a série ao Jogo 7 graças a uma cesta de Derrick White no estouro do cronômetro no Jogo 6, mas o Heat acabou impedindo a primeira virada de 3 a 0 da história da NBA com uma vitória decisiva em Boston.

#### 2023–24: 18ºtítulo

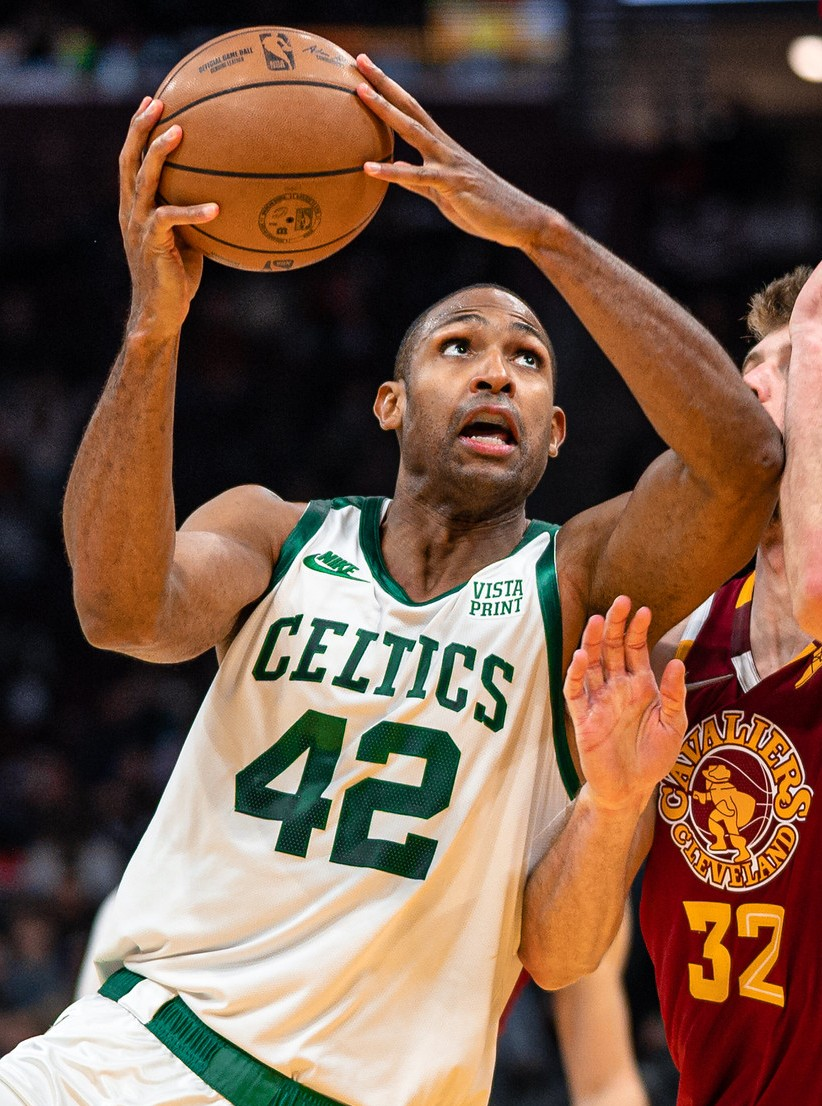
Al Horford participou de um All-Star Game pelo Boston em 2018 e conquistou seu primeiro título em 2024.

Durante a entressafra de 2023, os Celtics adquiriram Kristaps Porziņģis do Washington Wizards. Na troca, enviaram Marcus Smart para o Memphis Grizzlies em um acordo envolvendo três equipes, e também negociaram Grant Williams com o Dallas Mavericks. Em 1º de outubro de 2023, os Celtics adquiriram Jrue Holiday em troca de Malcolm Brogdon, Robert Williams III e duas escolhas de draft. Em 7 de fevereiro de 2024, antes do fechamento da janela de transferências, os Celtics adquiriram Xavier Tillman dos Grizzlies.
Os Celtics terminaram a temporada de 2023–24 com a melhor campanha da NBA, assegurando um recorde de 64-18. Após o encerramento da temporada regular, os Celtics entraram nos playoffs, derrotando o Miami Heat na primeira rodada, passando em seguida pelo Cleveland Cavaliers nas semifinais do Leste e, mais uma vez, superando o Indiana Pacers nas Finais da Conferência Leste. A vitória dos Celtics nas Finais da Conferência Leste, em 27 de maio de 2024, foi acompanhada pelo anúncio de que Jaylen Brown havia sido escolhido como o MVP das Finais da Conferência Leste, recebendo o troféu Larry Bird — o primeiro de sua carreira. Os Celtics seguiram para derrotar o Dallas Mavericks em cinco jogos e conquistar as Finais da NBA, garantindo seu histórico 18º título e quebrando o empate com os Lakers (que possuem 17 títulos).

## Rivalidades históricas

### Los Angeles Lakers
O Boston Celtics têm uma longa rivalidade com o Los Angeles Lakers, que é amplamente considerada como a maior rivalidade da liga. As equipes ganharam um combinado de 35 títulos da NBA. Nos anos 1960, os Celtics enfrentaram e derrotaram os Lakers por seis vezes nas finais da NBA, apesar dos esforços de Jerry West e Elgin Baylor. A rivalidade foi renovada em 1980, quando Lakers e Celtics venceram 8 dos 9 títulos da NBA entre 1980-1988 (o Lakers venceu 5, enquanto o Celtics venceu 3). A rivalidade retornou quando eles se encontraram na Final da NBA de 2008.

### Atlanta Hawks
A rivalidade Celtics-Hawks é uma rivalidade que tem durado mais de cinco décadas. As duas equipes se enfrentaram onze vezes nos playoffs da NBA e quatro vezes nas finais da NBA, com o Celtics vencendo dez das doze séries contra os Hawks, incluindo três das quatro finais da NBA.

### Brooklyn Nets
O Boston Celtics foram rivais do New Jersey Nets durante o início dos anos 2000, devido às suas respectivas localizações e suas estrelas em expansão. Os Nets foram liderados por Jason Kidd e Kenyon Martin, enquanto os Celtics eram liderados por Paul Pierce e Antoine Walker. A rivalidade começou a se aquecer nas finais da Conferência Leste de 2002, as tensões nas quadras pareciam se espalhar nas arquibancadas. Fãs do Celtics repreenderam Kidd e sua família com gritos de "Wife Beater! (Batedor de esposa)" em resposta à acusação de abuso doméstico de Kidd em 2001.
Em 2012, o ano em que os Nets voltaram a Nova York, no Brooklyn, houve indícios de que a rivalidade poderia ser reacendida quando uma briga ocorreu na quadra em 28 de novembro, resultando na expulsão de Rajon Rondo, Gerald Wallace e Kris Humphries. No entanto, a rivalidade pareceu ter arrefecido significativamente com a troca de junho de 2013, que levou Garnett e Paul Pierce para os Nets em troca de Wallace, Humphries e outros.

### Detroit Pistons
A rivalidade entre Celtics e o Detroit Pistons atingiu o auge nos anos 1980, com jogadores como Larry Bird, Kevin McHale, Robert Parish, Isiah Thomas, Bill Laimbeer, Dennis Rodman e Joe Dumars. Estas equipas encontraram-se nos playoffs da NBA cinco vezes em 7 temporadas entre 1985 e 1991, com o Celtics a vencer em 1985 e 1987 e os Pistons em 1988, 1989 e 1990. Liderados por Paul Pierce, Kevin Garnett e Ray Allen nas finais da Conferência Leste de 2008, os Celtics derrotaram os Pistons para avançar para as finais da NBA, onde venceram os Lakers.

### New York Knicks
A rivalidade entre Celtics e o New York Knicks vem da localização das equipes, ambas na divisão Atlantic da NBA. É uma das muitas rivalidades entre as equipes de Boston e Nova York. As duas franquias são as únicas duas franquias originais da NBA que permaneceram na mesma cidade durante sua existência.
As equipes jogaram 498 jogos um contra o outro durante a temporada regular, com o Celtics vencendo 308 vezes. As duas equipes também se enfrentaram 73 vezes durante os playoffs, com o Celtics vencendo 38 vezes.

### Philadelphia 76ers

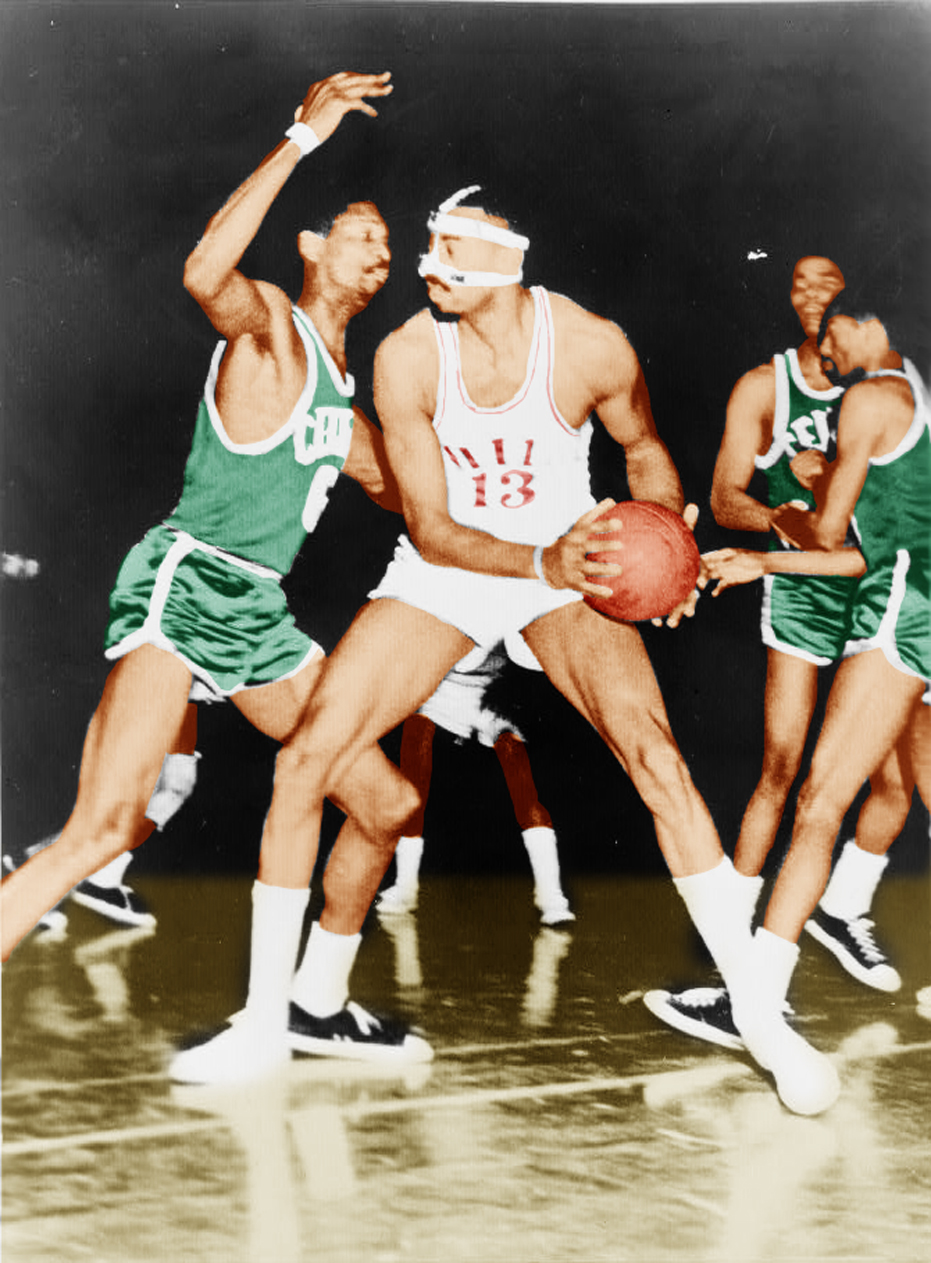
Wilt Chamberlain do Philadelphia 76ers sendo defendido por Bill Russell dos Celtics

O Celtics e o Philadelphia 76ers são as duas equipes que têm mais encontros nos Playoffs da NBA, jogando um contra o outro em 19 séries, das quais o Celtics ganhou 12. Os 76ers são considerados o maior rival do Celtics na Conferência Leste.
A rivalidade chegou ao seu auge quando Bill Russell e Wilt Chamberlain se enfrentaram de 1965 a 1968. Sua atuação resultaria no fato de o Celtics não vencer todas as finais da NBA nos anos 1960, quando o Sixers venceu em 1967.

### Washington Wizards
A rivalidade mais recente e inesperada foi criada entre Celtics e Washington Wizards. Embora ambas as equipes tivessem se envolvido em uma luta em 1984, a rivalidade se intensificou durante a temporada 2015-2016 em um jogo da temporada regular, depois que Jae Crowder recebeu uma falta técnica. A rivalidade teve outro capítulo quando os Celtics tentavam contratar Al Horford, foi relatado publicamente que Jae Crowder enfatizou que os Celtics derrotaram os Wizards em todas as suas reuniões naquela temporada e deveria assinar com eles ao invés de Washington.
Em seu primeiro jogo na temporada 2016/17, John Wall fez uma falta em Marcus Smart foi prontamente expulso, Smart imediatamente se levantou e começou a brigar com Wall. No próximo jogo, após o jogo, Wall e Crowder discutiram em frente ao banco dos Wizards, Crowder acabou tentando passar o dedo no nariz de Wall e Wall tentou o acertar com um tapa. Companheiros de equipe e treinadores de ambos os lados tiveram que intervir e separar as duas equipes, mas os jogadores continuaram a gritar ao entrar em seus respectivos vestiários. Os policiais tinham que estar em guarda entre os dois vestiários para garantir que não houvesse mais confrontos.
Desde então, a rivalidade se dissipou à medida que os Celtics mudaram o seu elenco, mas seus confrontos ainda são vistos como significativos no Natal de 2017.

## Jogadores

### Direitos de draft
Os Nets retêm os direitos de draft para as seguintes escolhas de jogadores de fora da NBA. Um jogador selecionado, seja um recrutador internacional ou um recruta da faculdade que não assine para a equipe que o recrutou, tem permissão para assinar com qualquer equipe que não seja da NBA. Nesse caso, a equipe reterá os direitos do jogador na NBA até um ano após o contrato do jogador com a equipe que não faz parte da NBA. Essa lista inclui direitos de draft que foram adquiridos de negociações com outras equipes.
| Draft | Rodada | Escolha | Jogador        | Pos. | Nacionalidade | Time atual               | Ref     |
| ----- | ------ | ------- | -------------- | ---- | ------------- | ------------------------ | ------- |
| 2021  | 2      | 45      | Juhann Begarin | G    | França        | AS Monaco (França)       | [ 133 ] |
| 2020  | 2      | 47      | Yam Madar      | G    | Israel        | Hapoel Tel Aviv (Israel) | [ 134 ] |

### Camisas aposentadas
O Celtics tem um recorde de 17° títulos da NBA, incluindo 8 consecutivos e 11 campeonatos em 13 anos. Eles também têm 52 aparições no playoff. O Naismith Memorial Basketball Hall of Fame tem 40 jogadores consagrados que jogaram pelo Celtics, e a franquia aposentou 24 números de camisa, mais do que qualquer outro time esportivo americano, são eles:
- 00 - Robert Parish
- 1 - Walter Brown
- 2 - Red Auerbach
- 3 - Dennis Johnson
- 5 - Kevin Garnett
- 6 - Bill Russell
- 10 - Jo Jo White
- 14 - Bob Cousy
- 15 - Tom Heinsohn
- 16 - Satch Sanders
- 17 - John Havlicek
- 18 - Jim Loscutoff
- 18 - Dave Cowens
- 19 - Don Nelson
- 21 - Bill Sharman
- 22 - Ed Macauley
- 23 - Frank Ramsey
- 24 - Sam Jones
- 25 - K. C. Jones
- 31 - Cedric Maxwell
- 32 - Kevin McHale
- 33 - Larry Bird
- 34 - Paul Pierce
- 35 - Reggie Lewis

## Arenas
| Arena         | Locais                | Duração       |
| ------------- | --------------------- | ------------- |
| Boston Arena  | Boston, Massachusetts | 1946–1955     |
| Boston Garden | Boston, Massachusetts | 1955–1995     |
| TD Garden     | Boston, Massachusetts | 1995–presente |

## Estatísticas Gerais
Estatísticas atualizadas em 02 de junho de 2025.

### Jogos
| #  | País           | Nome          | Período   | Jogos |
| -- | -------------- | ------------- | --------- | ----- |
| 1  | Estados Unidos | John Havlicek | 1962–1978 | 1.270 |
| 2  | Estados Unidos | Robert Parish | 1980–1994 | 1.106 |
| 3  | Estados Unidos | Paul Pierce   | 1998–2013 | 1.102 |
| 4  | Estados Unidos | Kevin McHale  | 1980–1993 | 971   |
| 5  | Estados Unidos | Bill Russell  | 1956–1969 | 963   |
| 6  | Estados Unidos | Bob Cousy     | 1950–1963 | 917   |
| 7  | Estados Unidos | Tom Sanders   | 1960–1973 | 916   |
| 8  | Estados Unidos | Larry Bird    | 1979–1992 | 897   |
| 9  | Estados Unidos | Don Nelson    | 1965–1976 | 872   |
| 10 | Estados Unidos | Sam Jones     | 1957–1969 | 871   |

### Pontos
| #  | País           | Nome          | Período       | Pontos |
| -- | -------------- | ------------- | ------------- | ------ |
| 1  | Estados Unidos | John Havlicek | 1962–1978     | 26.395 |
| 2  | Estados Unidos | Paul Pierce   | 1998–2013     | 24.021 |
| 3  | Estados Unidos | Larry Bird    | 1979–1992     | 21.791 |
| 4  | Estados Unidos | Robert Parish | 1980–1994     | 18.245 |
| 5  | Estados Unidos | Kevin McHale  | 1980–1993     | 17.335 |
| 6  | Estados Unidos | Bob Cousy     | 1950–1963     | 16.955 |
| 7  | Estados Unidos | Sam Jones     | 1957–1969     | 15.411 |
| 8  | Estados Unidos | Bill Russell  | 1956–1969     | 14.522 |
| 9  | Estados Unidos | Jayson Tatum  | 2017–Presente | 13.784 |
| 10 | Estados Unidos | Dave Cowens   | 1970–1980     | 13.192 |

### Rebotes
| #  | País           | Nome           | Período   | Rebotes |
| -- | -------------- | -------------- | --------- | ------- |
| 1  | Estados Unidos | Bill Russell   | 1956–1969 | 21.620  |
| 2  | Estados Unidos | Robert Parish  | 1980–1994 | 11.051  |
| 3  | Estados Unidos | Dave Cowens    | 1970–1980 | 10.170  |
| 4  | Estados Unidos | Larry Bird     | 1979–1992 | 8.974   |
| 5  | Estados Unidos | John Havlicek  | 1962–1978 | 8.007   |
| 6  | Estados Unidos | Kevin McHale   | 1980–1993 | 7.122   |
| 7  | Estados Unidos | Paul Pierce    | 1998–2013 | 6.651   |
| 8  | Estados Unidos | Tom Sanders    | 1960–1973 | 5.798   |
| 9  | Estados Unidos | Tom Heinsohn   | 1956–1965 | 5.749   |
| 10 | Estados Unidos | Antoine Walker | 1980–1993 | 4.782   |

### Assistências
| #  | País           | Nome           | Período         | Assistências |
| -- | -------------- | -------------- | --------------- | ------------ |
| 1  | Estados Unidos | Bob Cousy      | 1950–1963       | 6.945        |
| 2  | Estados Unidos | John Havlicek  | 1962–1978       | 6.114        |
| 3  | Estados Unidos | Larry Bird     | 1979–1992       | 5.695        |
| 4  | Estados Unidos | Rajon Rondo    | 2006–2014, 2015 | 4.474        |
| 5  | Estados Unidos | Paul Pierce    | 1998–2013       | 4.305        |
| 6  | Estados Unidos | Bill Russell   | 1956–1969       | 4.100        |
| 7  | Estados Unidos | Jo Jo White    | 1969–1979       | 3.686        |
| 8  | Estados Unidos | Dennis Johnson | 1983–1990       | 3.486        |
| 9  | Estados Unidos | K.C. Jones     | 1958–1967       | 2.908        |
| 10 | Estados Unidos | Dave Cowens    | 1970–1980       | 2.828        |

## Treinadores

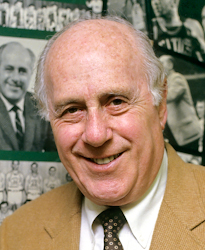
Red Auerbach treinou o Boston Celtics para 9 títulos da NBA, com oito consecutivos entre 1959 e 1966.

Houve 19 treinadores principais na história do Boston Celtics. Red Auerbach é o treinador de maior sucesso da franquia, tendo vencido 9 títulos da NBA com a equipe. A lenda do Celtics, Bill Russell, assumiu as funções de treinador logo após Auerbach e os levou a dois títulos da NBA jogando e treinando ao mesmo tempo.
Os outros dois treinadores que venceram dois títulos da NBA com a equipe são Tom Heinsohn e K. C. Jones. Bill Fitch e Doc Rivers levaram o Celtics a um título da NBA, sendo este último o treinador mais recente a fazê-lo. Joe Mazzulla é o atual treinador da equipe.
| #  | Nome          | Temporadas                         | Temporada regular | Temporada regular | Temporada regular | Temporada regular | Playoffs | Playoffs | Playoffs | Playoffs | Conquistas                                                                                  | Referências |
| #  | Nome          | Temporadas                         | Jogos             | V                 | D                 | %                 | Jogos    | V        | D        | %        | Conquistas                                                                                  | Referências |
| -- | ------------- | ---------------------------------- | ----------------- | ----------------- | ----------------- | ----------------- | -------- | -------- | -------- | -------- | ------------------------------------------------------------------------------------------- | ----------- |
| 1  | John Russell* | 1946–1948                          | 108               | 42                | 66                | .389              | 3        | 1        | 2        | .333     |                                                                                             | [ 139 ]     |
| 2  | Alvin Julian* | 1948–1950                          | 128               | 47                | 81                | .367              | —        | —        | —        | —        |                                                                                             | [ 140 ]     |
| 3  | Red Auerbach  | 1950–1966                          | 1192              | 795               | 397               | .669              | 148      | 90       | 58       | .608     | 9 títulos (1957, 1959, 1960, 1961, 1962, 1963, 1964, 1965, 1966) Treinador do Ano (1964–65) | [ 141 ]     |
| 4  | Bill Russell  | 1966–1969 (como jogador-treinador) | 245               | 162               | 83                | .661              | 18       | 12       | 6        | .667     | 2 títulos (1968, 1969)                                                                      | [ 142 ]     |
| 5  | Tom Heinsohn  | 1969–1978                          | 690               | 427               | 263               | .619              | 80       | 47       | 33       | .588     | Treinador do Ano (1972–73) 2 títulos (1974, 1976)                                           | [ 143 ]     |
| 6  | Tom Sanders*  | 1978                               | 62                | 23                | 39                | .371              | —        | —        | —        | —        |                                                                                             | [ 144 ]     |
| 7  | Dave Cowens   | 1978–1979 (como jogador-treinador) | 68                | 27                | 41                | .397              | —        | —        | —        | —        |                                                                                             | [ 145 ]     |
| 8  | Bill Fitch    | 1979–1983                          | 328               | 242               | 86                | .738              | 45       | 26       | 19       | .578     | 1 título (1981) Treinador do Ano (1979–80)                                                  | [ 146 ]     |
| 9  | K. C. Jones   | 1983–1988                          | 410               | 308               | 102               | .751              | 102      | 56       | 37       | .602     | 2 títulos (1984, 1986)                                                                      | [ 147 ]     |
| 10 | Jimmy Rodgers | 1988–1990                          | 164               | 94                | 70                | .573              | 8        | 2        | 6        | .250     |                                                                                             | [ 148 ]     |
| 11 | Chris Ford    | 1990–1995                          | 410               | 222               | 188               | .541              | 29       | 13       | 16       | .448     |                                                                                             | [ 148 ]     |
| 12 | M. L. Carr*   | 1995–1997                          | 164               | 48                | 116               | .293              | —        | —        | —        | —        |                                                                                             | [ 149 ]     |
| 13 | Rick Pitino   | 1997–2001                          | 248               | 102               | 146               | .411              | —        | —        | —        | —        |                                                                                             | [ 150 ]     |
| 14 | Jim O'Brien   | 2001–2004                          | 258               | 139               | 119               | .539              | 26       | 13       | 13       | .500     |                                                                                             | [ 151 ]     |
| 15 | John Carroll* | 2004                               | 36                | 14                | 22                | .389              | 4        | 0        | 4        | .000     |                                                                                             | [ 152 ]     |
| 16 | Doc Rivers    | 2004–2013                          | 721               | 416               | 305               | .577              | 104      | 58       | 46       | .558     | 1 título (2008)                                                                             | [ 153 ]     |
| 17 | Brad Stevens* | 2013–2021                          | 636               | 354               | 282               | .557              | 78       | 38       | 40       | .487     |                                                                                             | [ 154 ]     |
| 18 | Ime Udoka     | 2022–2023                          | 82                | 57                | 25                | .695              | 20       | 11       | 9        | .550     |                                                                                             | [ 155 ]     |
| 19 | JoeMazzulla   | 2023–Presente                      | 246               | 182               | 64                | .740              | 50       | 33       | 17       | .660     | 1 título (2024)                                                                             | [ 156 ]     |

*Passou toda a carreira de treinador principal da NBA com o Celtics

## Logo e uniformes

### Logos

O logo dos Celtics usado desde a temporada de 1969-70

O logotipo do Boston Celtics desde 1968 apresenta um leprechaun, chamado Lucky, girando uma bola de basquete. Foi originalmente desenhado por Zang Auerbach, irmão do treinador Red Auerbach. Durante a temporada de 1995-96, as únicas cores do logotipo eram preto, branco e verde. Então, para a temporada 1996-97, celebrando o 50º aniversário do clube, o logo recebeu um tratamento colorido. O rosto e as mãos de Lucky eram ambos pintados de bege, enquanto o ouro estava incluído no colete, gravata borboleta e chapéu, bem como marrom na bola e shillelagh, e preto em suas calças e sapatos.
Os Celtics também tem vários logotipos alternativos, sendo o mais popular um trevo branco com as letras "Celtics" acima dele, envolto em um círculo verde, que tem sido usado desde a temporada 1998-99. O logotipo alternativo é baseado em logotipos usados pelos Celtics antes de usarem o leprechaun de Zang Auerbach. Durante grande parte de sua história, o trevo foi cortado em ouro, como visto nas antigas jaquetas da equipe. Um novo logotipo secundário, revelado em 2014, apresentava uma variação do logotipo do leprechaun, em forma de silhueta.

### Uniformes

#### Uniformes "Icon" e "Association"
Durante grande parte de sua história, os Celtics usavam uniformes verdes fora de casa e uniformes brancos em casa. O modelo básico dos uniformes atuais dos Celtics foi formalizado na década de 1950, e ao longo do caminho eles fizeram alguns ajustes nas letras e listras.
Entre as mudanças mais notáveis nos uniformes estavam a mudança da escrita de bloco serifado para sans-serif em 1968, a adição de nomes em 1972, e a incorporação do logotipo trevo de três folhas em 1998. Enquanto os uniformes brancos permaneciam praticamente intactos, os uniformes verdes incluíram o nome da cidade (1950-1965; 2014 – presente) ou o nome da equipe (1965–2014).
Quando a Nike se tornou a fornecedora de uniformes da NBA em 2017, eles decidiram eliminar as designações uniformes "caseiras" e "ausentes". Assim, os uniformes brancos dos Celtics ficaram conhecidos como os uniformes da "Association", enquanto os uniformes verdes se tornaram os uniformes "Icon". Ambos os conjuntos são usados agora, independentemente do lugar do jogo.
Em janeiro de 2017, os Celtics assinou um contrato de vários anos com a General Electric, onde se tornou o "parceiro exclusivo de dados e análise" da equipe. Como parte do acordo, a GE concordou em pagar ao Celtics mais de US $ 7 milhões por ano para ter os uniformes com um logotipo da GE colocado no ombro esquerdo de camisas em verde e branco. Esta foi a primeira vez que um logotipo corporativo foi colocado nos uniformes do jogo. Junto com o logotipo da GE, o logotipo da Nike agora simboliza o ombro direito dos uniformes dos Celtics.

#### Uniformes especiais
Entre 2006 e 2017, o Celtics usava uniformes especiais do Dia de São Patrício. Os uniformes iniciais foram usados de 2006 a 2013 e se assemelhavam muito a uniformes verdes regulares, exceto pelo acabamento dourado e branco e o nome da cidade na frente. Para 2014 e 2015, os uniformes foram de manga, substituíram o nome da cidade na frente em favor do nome da equipe. Em 2016 e 2017, os uniformes voltaram a ficar sem mangas e apresentavam o nome da cidade na frente, mas mantiveram o striping anterior.
Durante o NBA Europe Live Tour antes da temporada 2007-08, os Celtics usaram as camisas fora de casa em seu jogo contra o Toronto Raptors em Roma, exceto que as palavras "Boston" na parte da frente da camisa e o trevo no calções e no verso da camisa continham os tricolores verdes, brancos e vermelhos da bandeira italiana.
O Celtics também usou uniformes de edição especial no Natal desde a temporada de 2008-09. Nos quatro primeiros jogos, eles usaram uniformes verdes regulares modificados com o logotipo da NBA dentro de um floco de neve. Então, na temporada 2012-13, eles usavam uniformes monocromáticos com letras verdes aparadas em branco. Para a temporada de 2016-17, os Celtics usavam um uniforme verde especial com letras de roteiro mais ornamentadas, mas sem o striping adicional.

#### Patches comemorativos
Durante a temporada de 2006-2007, o Celtics usava uma mancha comemorativa de um trevo negro com o apelido "Red" em letras verdes no topo direito da camisa, em memória de Red Auerbach, que morreu pouco antes do início da temporada.
A equipe homenageou membros falecidos da família Celtics com uma faixa preta comemorativa na alça esquerda da camisa. Ele foi apresentado dez vezes na história da franquia: Walter Brown (1964-1965), Bob Schmertz (1975-1976), Joan Cohen (1989-1990), Johnny Most (1993-1994), Reggie Lewis (1993-94), Dorothy Auerbach (2000-01), Dennis Johnson (2006-2007), Jim Loscutoff (2015-16),  Jo Jo White (2017-18) e Bill Walton (2023-2024).

## Televisão e rádio
A NBC Sports Boston é a principal emissora de televisão do Boston Celtics, tendo exibido seus jogos desde 1981, quando a estação era conhecida como PRISM New England. Em 1983, foi renomeado como SportsChannel New England. Como todas as outras redes da SportsChannel, o canal New England foi rebatizado como Fox Sports New England em 1998. A Comcast comprou a participação da rede original da Cablevision em 2001 e adquiriu a participação remanescente. o que era agora FSN New England em 2007 e renomeou a rede como Comcast SportsNet New England. Em 2017, todas as redes da CSN (incluindo a CSN New England) foram renomeadas como NBC Sports Regional Networks em referência à atual propriedade da NBCUniversal pela Comcast.
Mike Gorman é o narrador com Tommy Heinsohn como comentarista dos jogos em casa e Brian Scalabrine como comentarista dos jogos fora de casa.

## Gestão

### Donos
| Donos | Tempo                                                 |
| --- | ----------------------------------------------------- |
| Boston Garden-Arena Corporation | 6 de junho de 1946 – 31 de julho de 1950              |
| Walter A. Brown/Lou Pieri | 31 de julho de 1950 – 7 de setembro de 1964           |
| Lou Pieri e Marjorie Brown, esposa do fundador da equipe | 7 de setembro de 1964 – 24 de junho de 1965           |
| Marvin Kratter/Knickerbocker Brewing Company, subsidiária da National Equities                                                                               | 24 de junho de 1965 – 1968                            |
| Ballantine Brewery, subsidiária da Investors Funding Corporation                                                                                             | 1968–1969 1971–1972                                   |
| Trans-National Communications | 1969–1971                                             |
| Irv Levin e Harold Lipton | Abril de 1972 – Maio de 1972* Novembro de 1975 – 1978 |
| Robert Schmertz/Leisure Technology | Maio de 1972 – Janeiro de 1975                        |
| Robert Schmertz/Leisure Technology, Irv Levin, e Harold Lipton                                                                                               | Janeiro de 1975 – Novembro de 1975                    |
| John Y. Brown, Jr. e Harry T. Mangurian, Jr. | 1978–1979                                             |
| Harry T. Mangurian, Jr. | 1979–1983                                             |
| Don Gaston, Alan N. Cohen, Paul Dupee | 1983–1993                                             |
| Paul Gaston | 1993–2002                                             |
| Boston Basketball Partners L.L.C. — consiste em Wycliffe Grousbeck, Stephen Pagliuca, H. Irving Grousbeck e The Abbey Group, representado por Robert Epstein | 2002–presente                                         |

*Venda não aprovada pela NBA

### Presidentes
| Presidentes       | Tempo               |
| ----------------- | ------------------- |
| Walter A. Brown   | 1946–1963           |
| Louis Pieri       | 1963–1965           |
| Jack Waldron      | 1965–1967 1968–1970 |
| Clarence H. Adams | 1967–1968           |
| Red Auerbach      | 1970–1997 1997–2001 |
| Rick Pitino       | 1997–2001           |
| Rich Gotham       | 2007–presente       |

### General managers
| GM              | Tempo         |
| --------------- | ------------- |
| Walter A. Brown | 1946–1951     |
| Red Auerbach    | 1951–1984     |
| Jan Volk        | 1984–1997     |
| Chris Wallace   | 1997–2007     |
| Danny Ainge     | 2007–2021     |
| Brad Stevens    | 2021–Presente |